# Saqqara
Saqqara è una vasta necropoli situata in Egitto a 30 km a sud della città moderna del Cairo, presso l'antica Menfi. Benché ospiti molti complessi funerari, il più importante e famoso è la piramide a gradoni di Djoser della III dinastia, considerata la più antica tra le piramidi e l'antesignana di quelle che diverranno poi, con la IV dinastia, le cosiddette piramidi perfette.
Il nome "Saqqara" deriverebbe dal nome del vicino odierno villaggio arabo; è tuttavia controverso se tale nome non derivi, a sua volta, da quello dell'antico dio della morte Sokar, il che sarebbe in linea con la scelta sepolcrale, o piuttosto dal nome di una tribù araba, i Beni Soqar, che aveva prescelto la zona quale propria sede stanziale. L'area era già stata originariamente prescelta da Funzionari e Dignitari della I dinastia, che qui eressero le loro enormi màstabe (tanto che per lungo tempo si è creduto si trattasse di sepolture reali), ma non furono pochi i re dell'Antico Regno che prescelsero questa necropoli per le loro sepolture, forse proprio per la vicinanza con la neofondata capitale Menfi.
Altre sepolture di dinastie successive si trovano nell'area di Saqqara verosimilmente come tributo agli "antichi re" unificatori del Paese.

## Storia
Con l'unificazione territoriale avvenuta sotto la I dinastia, si rese necessaria la scelta di una nuova capitale che i re meridionali, venuti dall'Alto Egitto, decisero di creare alla confluenza del Nilo con l'estesa area del Delta. Alla fine della II dinastia tale città sarà nota come Ineb Hedj, ovvero "il Muro Bianco", che i greci denomineranno Menfi 
Necessitando, in assonanza di quanto praticato nella terra d’origine, di creare un’area da destinare a necropoli ai margini della città, venne scelta, come area della necropoli reale, Saqqara (a circa 30 km) ove, direttamente derivanti dal tumulo primordiale e dalle pietre sovrapposte a protezione delle sepolture più antiche, furono ideate strutture più squadrate ed architettonicamente più definite, complesse e monumentali: le mastabe . Queste, di forma tronco-piramidale, al pari dei tumuli di pietre, di fatto proteggevano sepolture sotterranee ed erano, in origine, prive di locali interni.
Esternamente le mastabe erano caratterizzate da un'altezza media di circa 6 m, con pareti a "rientranze e sporgenze" in mattoni cotti al sole che ricordavano la cosiddetta facciata di palazzo, rivestite di latte di calce, ad imitazione di stuoie e tende policrome in tessuto.
Con il collasso del potere centrale e la fine dell'Antico Regno, Saqqara perderà la sua popolarità; purtuttavia anche nel Primo Periodo Intermedio non mancheranno sepolture reali caratterizzate da una cappella con falsa porta fiancheggiata da mura decorate a rilievo. La rilevanza della necropoli di Saqqara verrà confermata anche nel Nuovo Regno quando, nonostante il trasferimento della capitale a Tebe e, per una breve parentesi, ad Akhetaton, qui verranno ancora realizzate tombe per funzionari della Corte. Durante la XIX dinastia, sotto Ramses II qui verranno realizzate le necropoli degli animali sacri quali immagini viventi degli dei: i babbuini per Thot, i tori Api, i cani per Anubi, i gatti per la dea Bastet.
Sebbene successivamente sostituita dalla necropoli reale di Giza e in seguito, con la XVIII dinastia, da quella della Valle dei Re presso Tebe, rimase un'importante località di seppellimento e culto per più di 3 000 anni fino al periodo Tolemaico e all'occupazione romana.
Nel ventennio 1936-1956, sotto la guida dell'egittologo britannico Walter Bryan Emery  vennero scavate numerose mastabe di Saqqara riscontrando che, alcune di esse, presentavano riferimenti a re della I e II dinastia di cui erano già note le tombe ad Abido: questo fece supporre che le mastabe di Saqqara, località legata territorialmente alla nuova capitale, fossero in realtà cenotafi delle sepolture autentiche di Abido o viceversa considerando, peraltro, che tale seconda località era intimamente connessa al culto del dio dei morti Osiride.

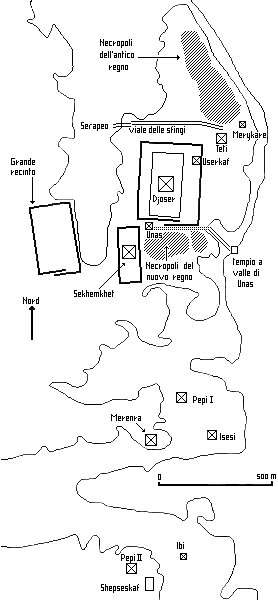
Planimetria del sito di Saqqara

Le più antiche sepolture di nobili risalgono alla I dinastia ma è solo con la II dinastia che compaiono sepolture reali tra cui quelle di Hotepsekhemwy e Ninetjer.

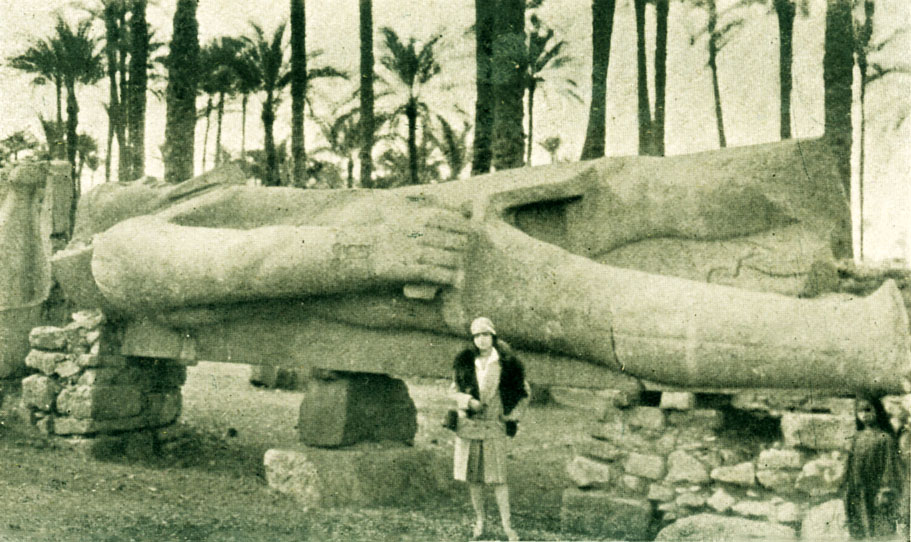
La colossale statua di Ramses II nel 1927

Il sito ospita anche alcune dozzine di piramidi accessorie, di regine e principi reali, in vari stati di conservazione. Quella di Unis, faraone della V dinastia, posta a sud della piramide a gradoni, ospita il più antico esempio di Testi delle piramidi considerati i precursori del Libro dei morti del Nuovo Regno.

Saqqara ospita anche un grande numero di tombe a mastaba che, essendo stati i complessi funerari coperti dalla sabbia per quasi due millenni, si sono preservate intatte sia nelle strutture esterne che nelle decorazioni interne. Particolare importanza è offerta, per lo studio della storia dell'Egitto, da un dipinto, scoperto nel 1861 in una tomba risalente al Nuovo Regno, in cui sono elencati i cartigli di cinquantasette sovrani dai quali afferma di discendere Ramses II. Cinquantadue di tali nomi sono tuttora leggibili e costituiscono la Lista reale di Saqqara.
Mentre la maggior parte delle sepolture risale comunque all'Antico Regno, è di particolare interesse la presenza della tomba del generale Horemheb, ultimo sovrano della XVIII dinastia, realizzata a Saqqara prima della sua ascesa al trono.

Ulteriore monumento di rilevante importanza è il Serapeo: una galleria di enormi tombe, tagliata nella roccia, che avrebbero dovuto conservare i corpi mummificati di ben 64 tori Api, adorati a Menfi come personificazione del dio Ptah. Scoperte nel novembre del 1851 da Auguste Mariette, le tombe si sono rivelate vuote; si è ipotizzato un saccheggiamento già nell'antichità, ma l'ipotesi è poco credibile vista la pesantezza delle lastre di copertura difficilmente rimovibili. Fu ritrovata una sola camera intatta, murata nel trentesimo anno del regno di Ramses II.
Nei pressi del Serapeo si trova un gruppo di statue di epoca tolemaica conosciute come il Circolo dei filosofi, queste, erette da Tolomeo I, comprendono immagini di grandi poeti e pensatori greci: Esiodo, Omero, Pindaro, Platone, Protagora ed erano verosimilmente posizionate nei pressi di un tempio di cui non resta traccia.

## Monumenti
La necropoli di Saqqara copre un'area di circa 7 × 1,5 km per complessivi 9 km2 suddivisi in tre aree: Saqqara nord, che ospita in gran parte le cosiddette Tombe Arcaiche risalenti alla I dinastia; l'Area Principale, ove si trovano, tra gli altri, il complesso di Djoser e il Serapeum, ovvero il sepolcro dei tori Apis, ma anche la tomba che il faraone Horemheb si fece costruire prima di salire al trono, della XVIII dinastia, e l'area Saqqara sud in cui si trovano i complessi dei re Pepi I, Pepi II, della VI dinastia, e Ibi dell'VIII dinastia. Con il Primo Periodo Intermedio terminerà l'usanza del seppellimento a Saqqara anche se, di fatto, la località permarrà, sia pur saltuariamente, nella storia stessa delle Due Terre con il seppellimento di sovrani delle dinastie successive: Medio regno, Secondo Periodo Intermedio e Nuovo regno.
I complessi di maggior rilievo risalgono alla III dinastia e comprendono la piramide di Djoser.
 Questa è circondata, come baluardo del complesso funerario, da un possente muro di cinta, alto circa dieci metri, edificato con il candido calcare della pietra di Tura nel modello definito a facciata di palazzo.
Il muro che delimita la superficie rettangolare di quindici ettari è decorato a lesene, articolato ad aggetti e rientranze ed è dotato di quattordici false porte a due battenti. È la replica del Muro Bianco ossia della fortezza reale, costruita in mattoni crudi intonacati a calce, che si dice costruita da Narmer, identificabile secondo alcuni egittologi anche in Menes, fondatore di Menfi.

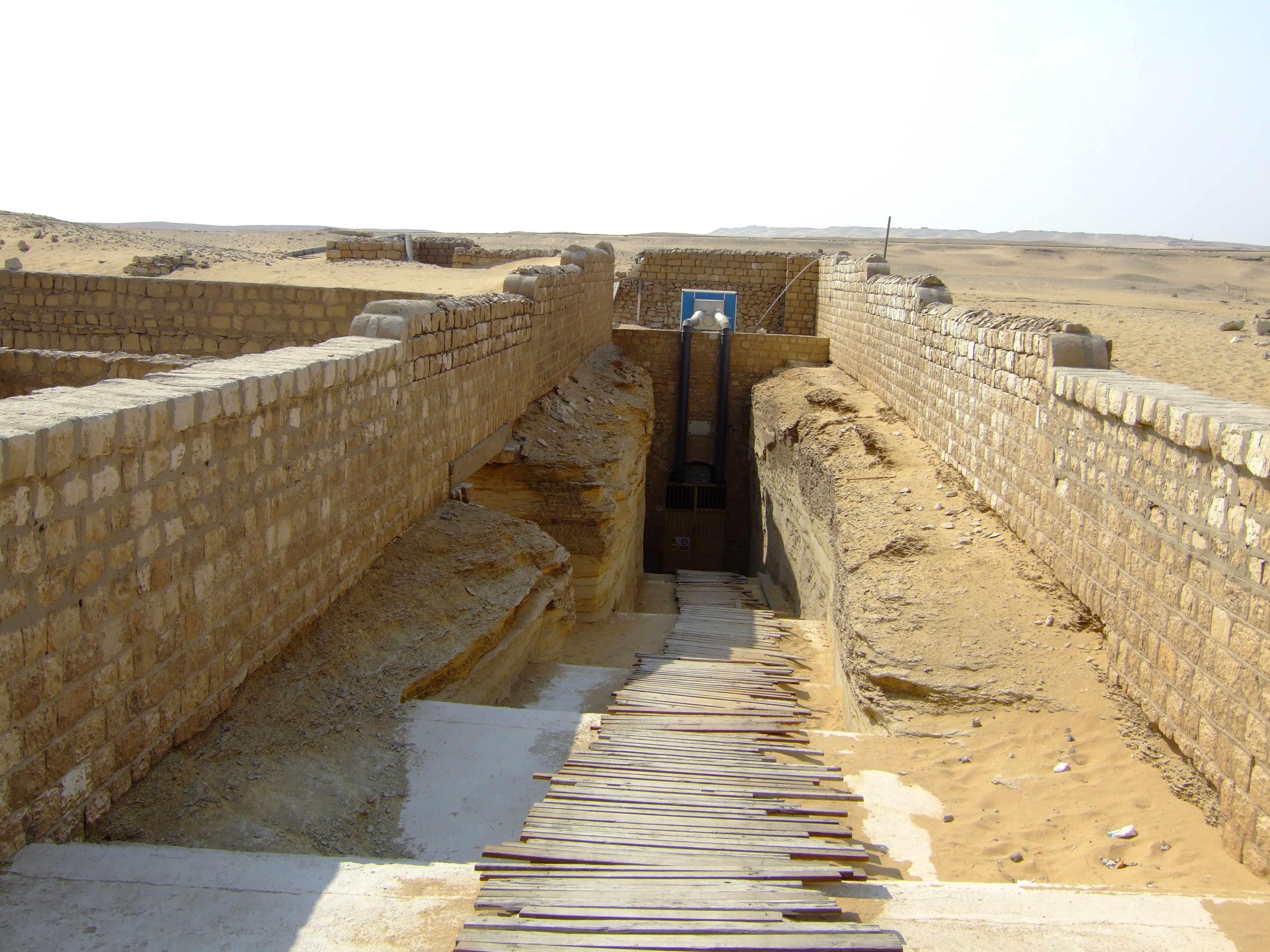
Ingresso al Serapeo

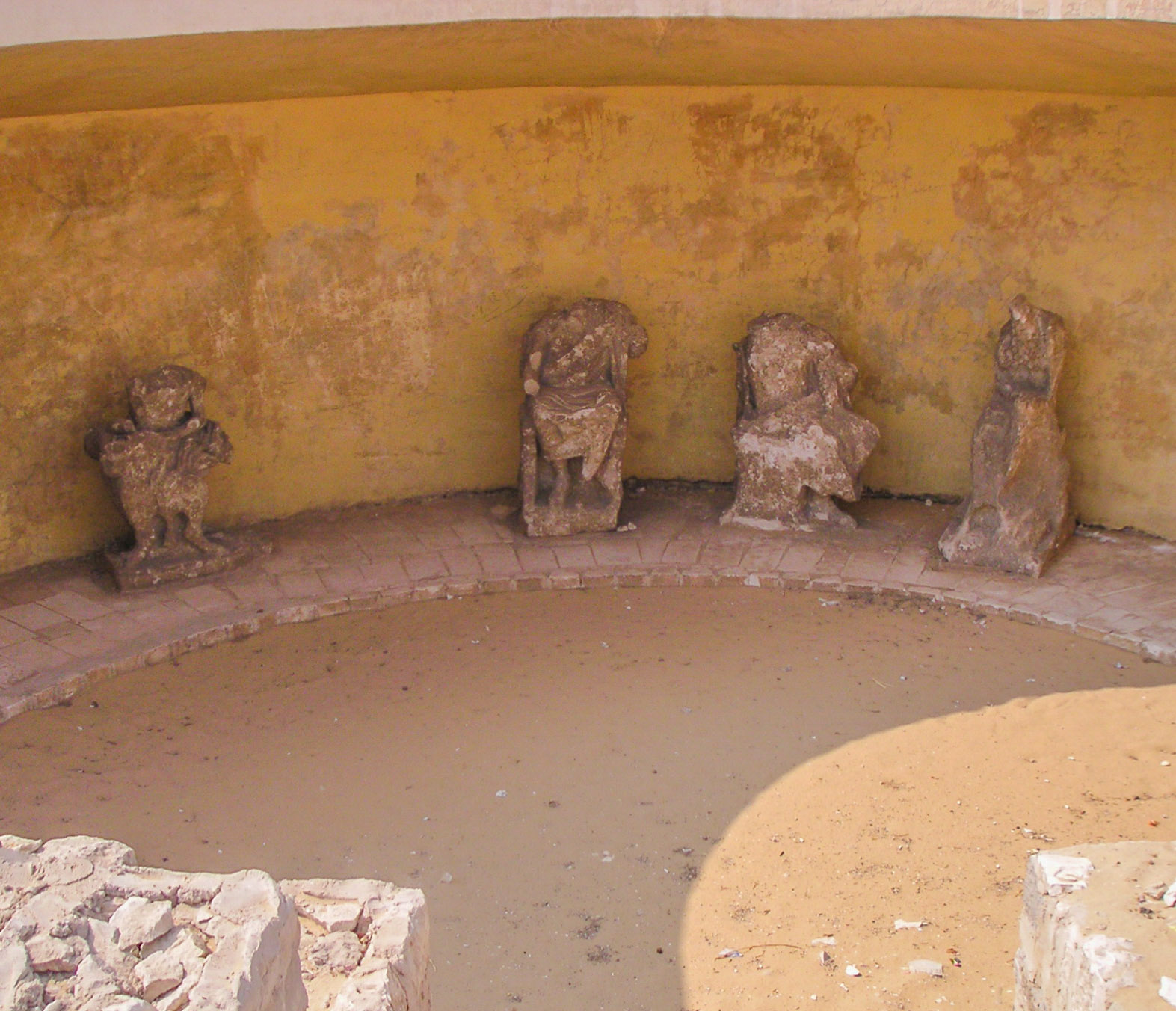
Il Circolo dei filosofi

### Principali complessi piramidali di Saqqara
| Rif. | Complesso di      | Dinastia | Note                                                                             | Lista di Lepsius | Lista di Perring e Vyse |
| ---- | ----------------- | -------- | -------------------------------------------------------------------------------- | ---------------- | ----------------------- |
| A    | Teti              | VI       | tomba + piramide satellite                                                       | XXX              | 1                       |
| A1   | Iput I (regina)   | VI       | sposa reale del re Teti                                                          |                  |                         |
| A2   | Khuit (regina)    | VI       | sposa reale del re Teti                                                          |                  |                         |
| B    | Userkaf           | V        | tomba + piramide satellite; piramide della regina                                | XXXI             | 2                       |
| C    | Djoser            | III      | muro perimetrale a rientranze e sporgenze; tomba + cenotafio                     | XXXII            | 3                       |
| D    | Sekhemkhet        | III      | tomba + cenotafio; 132 camere deposito                                           |                  |                         |
| E    | Grande recinto    |          |                                                                                  |                  |                         |
| F    | Unis              | V        | tomba + piramide satellite; presenza di Tempio a valle                           | XXXV             | 4                       |
| G    | Pepi I            | VI       | tomba + piramide satellite                                                       | XXXVI            | 5                       |
| H    | Djedkara Isesi    | V        | tomba + 2 piramidi satelliti; piramide della regina                              | XXXVII           | 6                       |
| H1   | Titolare non noto |          | probabilmente sposa reale di Isesi                                               | XXXVIII          | 7                       |
| I    | Merenra           | VI       |                                                                                  | XXXIX            | 8                       |
| J    | Ibi (faraone)     | VI       | presenza di cappella funeraria                                                   | XL               |                         |
| K    | Pepi II           | VI       | tomba + piramide satellite + 3 piramidi delle regine; presenza di Tempio a valle | XLI              | 9                       |
| K1   | Neit (regina)     | VI       | sposa reale del re Pepi II                                                       |                  |                         |
| K2   | Iput II (regina)  | VI       | sposa reale del re Pepi II                                                       |                  |                         |
| K3   | Wezebten (regina) | VI       | sposa reale del re Pepi II                                                       | XLII             |                         |
| L    | Shepseskaf        | IV       |                                                                                  | XLIII            |                         |
| M    | Khenzer Userkara  | VI       |                                                                                  | XLIV             |                         |
| N    | Titolare non noto | XIII     |                                                                                  | XLVI             |                         |

### Distribuzione delle necropoli di Saqqara (tabella Indice)
| Ubicazione                                                     | Necropoli                                                | Periodo                           | Tabella |
| -------------------------------------------------------------- | -------------------------------------------------------- | --------------------------------- | ------- |
| Nord della Piramide a gradoni                                  | Necropoli a ovest del villaggio di Abusir                | Prime dinastie                    | B1      |
| Nord della Piramide a gradoni                                  | Necropoli a nord e nord-ovest del villaggio del Serapeum | Prime dinastie                    | B1      |
| Nord della Piramide a gradoni                                  | Tombe da S 2146 a S 3518                                 | Antico Regno                      | B2      |
| Nord della Piramide a gradoni                                  | Tombe da 1 a 88                                          | Antico Regno                      | B3      |
| Nord della Piramide a gradoni                                  | altre tombe numerate                                     | Antico Regno                      | B4      |
| Nord della Piramide a gradoni                                  | tombe non numerate                                       | Prime dinastie e Antico Regno     | B5      |
| Nord della Piramide a gradoni                                  | necropoli                                                | Periodi Tardo, Tolemaico e Romano | B6      |
| Nei dintorni della piramide di Teti                            | necropoli settentrionale                                 | [ 16 ]                            | B7      |
| Nei dintorni della piramide di Teti                            | Necropoli di est e sud-est                               | [ 17 ]                            | B8      |
| Nei dintorni della piramide di Teti                            | Necropoli ovest e sud-ovest                              | [ 18 ]                            | B9      |
| Est della Piramide a gradoni                                   |                                                          | [ 19 ]                            | B10     |
| Nel recinto della Piramide a gradoni                           |                                                          | [ 20 ]                            | B11     |
| A ovest della Piramide a gradoni                               |                                                          | [ 21 ]                            | B12     |
| Che circonda la piramide di Unis                               |                                                          | [ 22 ]                            | B13     |
| tra il monastero di Apa Jeremias e il recinto di Sekhemkhet    |                                                          | [ 23 ]                            | B14     |
| nell'area delle piramidi di Pepi I, Merenra e Isesi            |                                                          | [ 24 ]                            | B15     |
| Nell'area delle piramidi di Ibi, Pepi II e Mastabat el-Fara'un |                                                          | [ 25 ]                            | B16     |
| Tombe censite, ma la cui ubicazione non è nota                 |                                                          | [ 26 ]                            | B17     |
| Complessi degli animali sacri                                  |                                                          | [ 27 ]                            | B18     |

#### Tabella "B1":ovest Abusir e nord Serapeum
| Ubicazione                    | Necropoli                                                | Periodo        | Note e ritrovamenti principali |
| ----------------------------- | -------------------------------------------------------- | -------------- | --- |
| Nord della Piramide a gradoni | Necropoli a ovest del villaggio di Abusir                | Prime dinastie | - sigillo cilindrico in avorio con menzione di Neith; - vaso in scisto di Tet, sacerdote sem di Neith;                                                            |
| Nord della Piramide a gradoni | Necropoli a nord e nord-ovest del villaggio del Serapeum | Prime dinastie | - Sigilli di Den; - due vasi in ceramica intestati a Den; - un vaso intestato a tale Denes(?); - quattro etichette o placchette in avorio intestate a tale Ipkha; |

#### Tabella "B2":da tomba S2146 a S3518
| Ubicazione                    | Necropoli                                                                | Periodo      | Note e tombe principali |
| ----------------------------- | ------------------------------------------------------------------------ | ------------ | --- |
| Nord della Piramide a gradoni | Tombe da S 2146 a S 3518 (numerazione assegnata da James Edward Quibell) | Antico Regno | - S 2146: II dinastia; titolare Sehefner, figlia del re (non identificabile); una stele oggi al museo egizio del Cairo (cat. JE 44135); - S 2171: II dinastia (periodo del re Ninetjer o successivo); titolare non noto; un vaso intitolato a Ninetjer (Museo del Cairo cat. provvisoria 24.12.23.5); (sepoltura intrusiva periodo Tolemaico) sarcofago e cartonnage di tale Pekmes Sethet; - S 2171H (al disotto della S 2171): I dinastia (periodo di re Djer); titolare non noto; etichetta in legno intestata a Djer (Museo del Cairo cat. JE 63346); etichetta in avorio con il nome di Djer (forse al Museo del Cairo); - S 2185: I dinastia (periodo di Djer); titolare non noto; sigillo di Djer; - S 2302: II dinastia (periodo del re Ninetjer o successivo); titolare non noto; vaso in pietra (in frammenti) di Rueben, supervisore degli scultori (Museo del Cairo cat. JE 45324-45325); sigilli di Ninetjer (Cairo JE 44378 e cat. provvisoria 24.12.23.4); - S 2305: III dinastia (periodo di re Netjierykhet Djoser); titolare non noto; sigillo di Netjierykhet (Cairo forse JE 44372); - S 2322: II-III dinastia; titolare non noto; tre sigilli di testo; - S 2331: II-III dinastia; titolare non noto; stele molto danneggiata e illeggibile; - S 2347: V dinastia (periodo di Userkaf o successivo): titolare non noto; catino in pietra per offerte con cartiglio di Userkaf (Cairo JE 44128); - S 2400: II-III dinastia; titolare tale Ptahsabu (nome rilevato sugli stipiti dell'accesso); - S 2401: periodo non noto; titolare non noto; catino in pietra per offerte con il nome di Ny, supervisore degli scultori (Cairo JE 44131); - S 2405 [A3]: inizi III dinastia; titolare Hesyre, supervisore degli scribi reali, il più grande dei medici e dei dentisti, il più grande di dieci dell'Alto Egitto. Nel corridoio più esterno: resti di scene dipinte con uomini e bestiame e un coccodrillo (quest'ultimo oggi forse al Cairo); falco in calcare (privo di testa); Corridoio più interno: ingresso, resti di dipinti parietali con vasi e testi; su due registri sovrapposti, molto danneggiati, misurazione dell'olio, suppellettili funerarie, oggetti, pesi e misure, mobilio e articoli da toilette; parete nord, raffigurazione di due vasi e due tavole delle offerte in alabastro; parete ovest, undici nicchie dipinte con stele. Sei stele, in cui è rappresentato il defunto, sono oggi al Museo del Cairo: da CG 1426 a CG 1430 rimosse da Auguste Mariette; una rimossa da Quibell. Due frammenti di sigillo di Netjierykhet (Djoser) (uno al Cairo JE 44373); - S 2407: III dinastia; due recipienti in diorite recanti i nominativi dei titolari (?) Hesyre, scriba, e Ankhzefes (donna); uno in alabastro senza alcun riferimento nominativo; - S 2427: VI dinastia; titolare Sehotpu, comandante delle guardie nubiane; moglie Nefertni; - S 2429: II-III dinastia; titolare forse Iynikhnum, ciambellano reale, da un recipiente recante tale nome; - S 2437: forse tardo Antico Regno o Primo Periodo Intermedio; titolare Sebkemkhent (da iscrizione sui resti di una falsa porta); - S 2446: I dinastia; titolare non noto; frammenti di vasellame in scisto celebranti la prima festa Heb-Sed di re Anedjib (Cairo JE 45170); - S 2452: Antico Regno; titolare, da frammenti di una statua femminile e da resti di vasellame, forse Nufer, conoscente del re; - S 2466: Antico Regno; titolare, da frammenti di bacile per offerte, forse Mertmin, conoscente del re (Cairo JE 44147); - S 2498: II dinastia (periodo del re Ninetjer o successivo); titolare non noto; quattro sigilli di cui uno forse di Ninetjer; - S 3009: III dinastia; titolare forse Iynikhnum da due vasi di alabastro recanti tale nome che menzionano una festa Heb-Sed; - S 3014: forse II dinastia per una sfera in scisto recante il nome del re Weneg; - S 3017: Antico Regno; titolare non noto; vaso in pietra recante il nome di Teti I; - S 3035: I dinastia (periodo di Den); titolare Hemaka, ufficiale di confine, tesoriere del re del Basso Egitto; nei magazzini: sigilli per giare di vino con il nome di Den, Hemaka e Ankhka; vasi in ceramica con l'indicazione del contenuto; etichette in ebano con testi relativi al re Djer (Cairo JE 70114); due etichette in avorio di Hemaka (Cairo JE 70115 - 70116); pedine da gioco (originariamente in scatola di legno) con rappresentazioni di scene di caccia; modello di falcetto in legno recante il nome di Den ed Hemaka (Cairo JE 70204); frammenti in calcare con rappresentazioni di un toro e una scimmia (Cairo JE 70149); sigillo di Den su una sacca in pelle; frammenti di una coppa recante il nome di Den; tre vasi globulari in scisto, uno con il nome di Den; una tazza con il nome di Semerkhet, probabilmente da sepoltura intrusiva successiva; S 3036: I dinastia (periodo di re Den); titolare non noto; vaso cilindrico in alabastro recante il nome di re Aha; sigilli da giare di vino con i nomi di Den e Ankhka; - S 3036 X (a nord-est della S 3036): III dinastia; titolare Irisethet, compagno della casa e portatore del sigillo; - S 3037 (o S 3038 X): III dinastia; titolare forse Khuira (da una stele); - S 3038: I dinastia (periodo di re Anedjib); titolare non noto; sigillo di re Den; borsa in pelle con il nome Nebtka; - S 3073 X: III dinastia; titolare forse Tehenuqa (donna) dal nome riportato su una stele; - S 3078: fine della I dinastia o inizi della IV: titolare non noto; sulle pareti, resti di dipinti rappresentanti portatori di offerte; - S 3080: VI dinastia: titolare non noto; scene di palude con ippopotami, papiri, uomini recanti vari oggetti e scene di preparazione cibi con due cuochi; uomini che portano gabbie; - S 3111: I dinastia (periodo di Den o Anedjib); titolare forse Sabu, rappresentato su sigilli per giare di vino con Den e Anedjib; - S 3120: I dinastia (periodo di re Ka'a); titolare non noto; sigillo da giara di vino con il nome di Ka'a; - S 3121: I dinastia (periodo di re Ka'a); titolare non noto; resti di pareti decorate; frammenti di sigillo da giara di vino con il nome di Ka'a; - S 3302: probabilmente tarda IV dinastia; titolare Shepsi, profeta di Horus, supervisore degli scribi del Nomo; falsa porta (Cairo JE 68923); - S 3357: I dinastia (periodo di Aha; titolare non noto; sigillo di Aha; vasellame con indicazione del contenuto e con il nome del re Aha; - S 3471: I dinastia (periodo di Djer); titolare non noto; sigilli da giare di vino di Djer; tavolette con il re Aha che colpisce i nemici; resti di vasellame e mobilio; - S 3477: II dinastia; titolare, da una stele rinvenuta nei pressi "figlia del re" (non precisato il nome); - S 3500: I dinastia (periodo di re Ka'a); titolare non noto; cinque sigilli con il nome di Ka'a; - S 3503: I dinastia (periodo della regina Marneith); titolare non noto; sigilli alcuni con il nome di re Djer; vasellame con il nome di Marneith; - S 3504: I dinastia (periodo di re Djet); titolare non noto; sedile con teste di toro in argilla; placche in avorio con il nome di re Djet e Sekhemkha; frammenti di bacchetta in avorio con il nome di Djet e Sekhemkha; serie di ventisei pedine da gioco in avorio di cui dieci iscritte, con scacchiera in legno e avorio; sigilli di Djet, Den, Ka'a e Sekhemkha; - S 3505: I dinastia; titolare non noto (forse Merkha); frammenti di vasellame in scisto con il nome del re Sneferkha; frammenti di vasellame con testi in inchiostro; sigilli con i nomi di Ka'a, Merkha, Nefermerib, Kherepkha, Setkha; cappella lato nord: resti (solo i piedi) di due statue lignee di uomo; tomba sussidiaria a est della principale: stele di Merkha, prete sem e profeta di Neith; - S 3506: I dinastia (periodo di Den); titolare non noto; vasellame in scisto con scritte in inchiostro; sigilli recanti i nomi di Zer, Den, Hemakha, Ankhka, Mezedkha, Setkha, Kani; presente fossa per barca sacra; - S 3507: I dinastia (periodo di Den); titolare non noto; due figure di re (di riuso) dinanzi a un babbuino; architravi con rappresentazioni di leoni frammentarie; placche iscritte in avorio; frammenti di vasi in pietra; vasellame con testi tra cui il nome del re Den; - S 3508: tardo Antico regno; titolare Sehy, supervisore ai magazzini; catino da offerte con il nome di Sehy (British Museum cat. 68231); dedica per Thety, ispettore dei magazzini; - S 3509: V o VI dinastia; titolare Hetepkha o Tepkha, ispettore dei parrucchieri della Grande Casa (il Palazzo reale); profeta di Sahura e della piramide di Neferirkhara; nel vestibolo: rappresentazioni parietali del defunto con il figlio maggiore Irenptah e un uomo che esegue il censimento; una statua trainata su una slitta, tra gli altri il figlio Irenptah; resti di scena con due uomini che recano un toro; nel corridoio: padre e figlio assistono alla raccolta di grano, all'innalzamento di covoni e alla trebbiatura con asini; uomini recano bestiame e gazzelle; scribi; resti di scene di preparazione di cibi e uccellagione; resti di portatori di offerte; nella stanza delle offerte: resti, su due registri sovrapposti, di scene di macellazione e portatori di offerte; resti di scena con il defunto dinanzi a una tavola per offerte; - S 3510: Antico Regno; titolare (da un vaso per offerte oggi al Fitzwilliam Museum di Cambridge, cat. E 2.1969) Kanebef (o Kasinebef); Watnefert era forse sua moglie; - S 3511: V dinastia; titolare Kaihap, ispettore di [...]; Mertimin fu sua moglie, profetessa di Hathor, Signora del Sicomoro (una falsa porta al British Museum); - S 3513: V dinastia: titolare Itisen, giudice; tavola per offerte; statua iscritta; - S 3514: tardo Antico Regno; titolare non noto; vassoio da offerte intitolato a Kertnef; - S 3518: III dinastia; titolare non noto; sigillo per giara di vino intitolato a Neterikhet (Cairo JE 91311). |

#### Tabella "B3": da tomba 1 a 88
| Ubicazione                    | Necropoli                                                                       | Periodo      | Note e tombe principali |
| ----------------------------- | ------------------------------------------------------------------------------- | ------------ | --- |
| Nord della Piramide a gradoni | Tombe da 1 a 88 (numerazione assegnata da Auguste Mariette e Jacques de Morgan) | Antico Regno | - 1 [B5]: forse V dinastia: titolare Ruzi, ispettore del tesoro del tempio; - 2 [B10]: V dinastia (o dopo); titolare Ifefi (o Fefi), supervisore del granaio reale, prete wab della piramide di Userkaf, profeta di Ra nel tempio del Sole di Userkaf; moglie Amenefert, conoscente del re; - 3 [B6]: V dinastia (?); titolare Sethu, ispettore del tesoro del tempio; - 4 [B11]: V dinastia (o dopo); titolare Khnemhotep, prete wab del re nella Grande Casa, danzatore; - 5 [A2] [S 3073]: III dinastia o inizi della IV; titolare Khabausokar Hethes, supervisore di Anubi, primo della sacra terra, profeta di Seshat; moglie Neferhotep Hathor Tepes, conoscente del re; - 6 [C15]: V dinastia (periodo di Sahura); titolare Ty, prete wab di Ra nel tempio del Sole di Sahura, supervisore dei campi; moglie Semertmin, profetessa di hathor e Neith a nord del gran muro; tomba usurpata nella tarda V o VI dinastia da Hemtra (donna), supervisore delle cantatrici e delle donne dell'harem reale; - 7 [C13]: V dinastia; titolare Ity, supervisore degli scribi nella terra delle Due Case, profeta di Horus; - 8 [C2]: metà V dinastia (o dopo); titolare Hotep, supervisore degli scribi delle Due Case dell'Alto e Basso Egitto, direttore degli scribi delle petizioni; - 9 [B4]: metà V dinastia (o dopo); titolare Ipi, il più grande di medici del Basso Egitto, profeta di Horus e Shenwet(?); - 10 [C14]: V dinastia (?); titolare Ankhy, supervisore degli scultori; - 11 [B13]: metà V dinastia; titolare Senezemib Bebib, capo dei grandi possedimenti, giudice e maestro delle elargizioni, supervisore dei lavori; moglie Bebi, conoscente del re; - 12 [B12]: V dinastia (?); titolare Neferhotep, supervisore degli scribi della terra; moglie Thentety, profetessa di Hathor; - 13 [D44]: metà V dinastia (o dopo); titolare Nemtinefer, ispettore degli oli di coloro che adornano il re nella Grande Casa, colui che adorna Horus; moglie Hathorshepses, profetessa di Neith e Hathor Signora del Sicomoro; - 14 [D43]: V dinastia (periodo di Djedkara Isesi): titolare Smenkhuptah Itwesh, prete wabdella piramide di isesi, supervisore delle due case dell'oro, orafo preferito della Grande Casa; moglie Khenut; - 15 [B16]: IV dinastia (o dopo); titolare Ankhiris, maestro delle elargizioni nella casa della Vita di Seshat, supervisore di tutti i lavori del re; - 16 [E4]: VI dinastia; titolare Neferseshemptah, supervisore degli operai, profeta di Ptah e Sokar; moglie Hepu, profetessa di Hathor; - 18 [A1] [probabilmente si identifica con la S 3076]: inizi IV dinastia; titolare Akhtihotep, supervisore dell'harem reale, profeta di Bastet e Khnum; - 19 [D42]: V dinastia (periodo di Niuserra); titolare Khabauptah, profeta di Sahura, Neferirkhara, Raneferef, Niuserra, profeta di Ra e Hathor nel tempio del Sole di Neferirkhara, supervisore dei manicuristi e dei parrucchieri reali; - 20 [D41]: V dinastia (o dopo); titolare Sekhemankhptah, supervisore dei due granai, direttore degli scribi; - 21 [D40]: IV dinastia (periodo di Micerino o dopo); titolare Ankhmara, supervisore dei profeti delle piramidi di Menkhaura (Micerino) e Raneferef, profeta di Ra nel tempio di Menkhaura, supervisore dei manicuristi nella Grande Casa; - 22 [D39]: V dinastia (periodo di Isesi); titolare Khapura, profeta della piramide di Isesi, supervisore del tesoro della Residenza; - 23 [E5]: VI dinastia; titolare Kednas, giudice, supervisore degli scribi; - 24 [D38]: VI dinastia (periodo di Neferkhara); titolare Washptah Isi, giudice e visir - 25 [C3]: V dinastia (o dopo); titolare Ptahuser, supervisore degli orafi del re; - 26 [D37]: V dinastia (o dopo); titolare Manufer, supervisore degli scribi dei documenti reali; suoi genitori furono, probabilmente, Sekhemka e Iti (tomba 54 [C19]); - 27 [D36]: V dinastia; titolare Iykau, supervisore degli scribi degli equipaggi; moglie Khenut, conoscente del re; - 28 [D35]: V dinastia; titolare Rahotep, ispettore degli scribi dei documenti reali; - 29 [D34]: V dinastia; titolare Ptahshepses, scriba dei documenti reali; - 30 [D33]: V dinastia; titolare Shepsi, giudice e membro anziano del consiglio; moglie Nikauhathor, profetessa di Neith; figlio Shepsipuzad-nezes (tomba 31 [D32]); - 31 [D32]: V dinastia; titolare Shepsipuzad-nezes, giudice e membro anziano del consiglio; figlio di Shepsi (tomba 30 [D33]); - 32 [D31]: tarda V dinastia o dopo; titolare Ankh-Khakai, ufficiale della camera degli unguenti del re, ispettore degli ufficiali; moglie Niankh-Hathor, profetessa di Hathor; - 33 [D30]: V dinastia (?); titolare Knemhotep, scriba dei granai; - 34 [D29]: V dinastia: titolare Rawer, amministratore; - 35 [C20]: inizi V dinastia; titolare Kai, giudice e ufficiale di confine; madre Mesehety, conoscente del re; - 36 [C8]: fine IV, inizi V dinastia; titolare Kha-Aper, capo ispettore dei preti; - 37-38 [E1, E2, H3]: III dinastia; titolari Ibebi, il più grande dei direttori dei lavoratori delle Due Case nel giorno delle cerimonie, supervisore dei profeti delle piramidi di Unis e Teti, profeta di Ra nel tempio del Sole di Userkaf, Niuserra, Neferirkhara e Menkhaura, e Ptahshepses, supervisore dei profeti della piramide di Teti, profeta della piramide di Unis, il più grande dei direttori degli operai delle Due Case; moglie di Ptahshepses, Inti, profetessa di Hathor e Neith; - 39 [C16]: V-VI dinastia; titolare Sabu, [...] del re; - 40 [C5]: inizi V dinastia; titolare Ranefer, il più grande dei direttori dei lavoratori delle Due Case nel giorno delle cerimonie; moglie (probabilmente) Heknu, conoscente del re; - 41-42 [C6, C7 e forse F4]: V dinastia o dopo; titolari Ptahotep-Desher e Ptahotep, entrambi giudici supremi e visir; moglie di Desher, forse Ankhkaus; - 43 [C17]: VI dinastia; titolare Inti, conoscente del re, moglie di Ptahshepses (tomba 37-38 [E1, E2, H3]); - 44 [C23]: V dinastia; titolare Sabukem, il più grande dei direttori dei lavoratori delle Due Case nel giorno delle cerimonie; - 45 [C21]: V-VI dinastia; titolare Kay, prete wab; - 46 [D28]: V dinastia (periodo di Niuserra); titolare Senezemib, profeta di Ra nel tempio del Sole di Userkaf e Neferirkhara, profeta di Neferirkhara e della piramide di Niuserra; - 47 [E3]: VI dinastia (periodo di Pepi I) o dopo; titolare Sabu Thety, il più grande dei direttori dei lavoratori delle Due Case nel giorno delle cerimonie; - 48 [C1 e H14 erroneamente]: V dinastia (periodo di Niuserra); titolare Ptahshepses, il più grande dei direttori dei lavoratori delle Due Case nel giorno delle cerimonie, profeta di Ra nel tempio del Sole di Userkaf, Sahura, Neferirkhara e Niuserra; moglie Khamaat, la figlia maggior e del re (probabilmente di Userkaf); - 49 [C10]: V dinastia (periodo di Niuserra); titolare Ptahshepses, giudice e ispettore dei contabili, profeta di Hathor e Ra; - 50 [C9]: metà V dinastia (?); titolare Ptahshepses, il più grande dei direttori dei lavoratori delle Due Case nel giorno delle cerimonie; - 51 [C22]: V dinastia (o dopo); titolare Rameryptah, ispettore dei suonatori di flauto, prete wab del re; - 52 [D26]: V dinastia (o dopo); titolare Inyankh, supervisore degli operai; padre Minnufer, supervisore della casa delle tessitrici della Residenza; - 53 [D27]: V-VI dinastia; titolare Ankhma, direttore degli scribi delle petizioni; - 54 [C19]: V dinastia (o dopo); titolare Sekhemkha, supervisore degli scribi della terra delle Due Case, direttore degli scribi nella casa del maestro delle elargizioni; moglie Iti, conoscente del re; - 55 [D25]: metà V dinastia (o dopo); titolare Zefau, supervisore del tesoro; - 56 [D24]: II dinastia (o dopo); titolare Nimaeptah, ispettore dei parrucchieri reali, supervisore dei profeti di Ra nel tempio del Sole di Neferirkhara e della piramide di Neferirkhara; - 57 [D23]: V dinastia (periodo di Niuserra o dopo); titolare Kaemnefert, profeta di Ra nel tempio del Sole di Userkaf, Neferirkhara e Niuserra, profeta di Khafra e Sahura, prete wab della piramide di Sahura e Niuserra; - 58 [E6]: fine V dinastia o inizi VI; titolare Snefrunofer (I), supervisore della piramide di Djedkara Isesi, supervisore dei cantori della Grande Casa, prete wab della piramide di Menkhaura (Micerino); - 59 [E7]: fine V dinastia (o dopo); titolare Snefrunofer (II), supervisore della piramide di Djedkara Isesi, supervisore dei cantori della Grande Casa, prete wab della piramide di Menkhaura (Micerino) ; - 60 [D22]: fine V dinastia; titolare Ty, supervisore delle piramidi di Neferirkhara e Niuserra, e del tempio del sole di Sahura, Neferirkhara, Raneferef e Niuserra; moglie Neferhetpes, profetessa di Neith a nord del muro e di Hathor, Signora del sicomoro; - 61 [D21]: V dinastia (o dopo); titolare Neferherenptah, maestro delle elargizioni nella Casa della Vita; - 62 [D20]: VI dinastia (periodo di Neferkhara o dopo); titolare Werirni, supervisore al tesoro, profeta di Ra nel tempio del Sole di Userkaf e Neferirkhara; - 63 [D19]: metà V dinastia (o dopo); titolare Kai, responsabile della giustizia e visir; - 64 [D18]: V dinastia (o dopo); titolare Nubnebti, sposa del re (non precisato quale); - 65 [D17]: metà V dinastia (o dopo); titolare Nimaetra, prete sem, responsabile del gonnellino (?); - 66 [D24]: V dinastia; titolare Rahotep, ispettore degli scribi dei documenti reali; - 67 [D16]: V dinastia (periodo di Niuserra o dopo); titolare Ankhmakha, profeta di Ra nel tempio del Sole di Userkaf e Neferirkhara, profeta di Sahura e della piramide di Niuserra; - 68 [C4]: V dinastia; titolare Khamererptah, supervisore dei tutti i lavori del re; uno dei figli Sopduhotep (tomba 69 [D15]); - 69 [D15]: V dinastia (o dopo); titolare Sopduhotep, figlio di Khamererptah (tomba 68 [C4]), giudice e supervisore degli scribi; - 70 [D14]: V-VI dinastia; titolare Khuit, figlia del re, sposa del re (non sono specificati i nomi dei re); nome e titoli da un frammento dello spessore della porta di ingresso; - 71 [B1]: metà VI dinastia (o dopo); titolare Thenti, profeta di Khufu e Khnum, supervisore alle spedizioni; moglie Iynefert, conoscente del re; - 72 [C18]: V dinastia (o dopo); titolare Thenti, responsabile della giustizia e visir; - 73 [D13]: V dinastia (?); titolare Shepsi, giudice e capo degli scribi; mogli Zefatsen e Heteperes, profetesse di Hathor; - 74 [D12]: V dinastia (periodo di Sahura); titolare Niankh-Sekhmet, il più grande dei medici della Grande Casa; - 75 [D10]: fine V dinastia o VI; titolare Tepemankh (I), responsabile della giustizia e visir, ispettore dei profeti di Hathor e del tempio mert di Unis; - 76 [D11]: fine V dinastia o VI; titolare Tepemankh (II), prete wab delle piramidi di Snefru, Menhaura, Khafra, Userkaf e Sahura, profeta di Khufu e Mankhaura e del tempio del Sole di Userkaf; moglie Nubhotep, profetessa di Hathor e Neith; - 77 [D9]: V dinastia; titolare Merukha, supervisore degli scribi dei documenti reali e di tutti i lavori del re; - 78 [D1] [S901]: Vi dinastia (periodo da Mankauhor Ikauhor a Djedkara Isesi); titolare Neteruser, supervisore di tutti i lavori del re, direttore degli scribi delle petizioni; moglie Khenut, adornatrice del re, sorella delle dotazioni (?); - 79 [D2] [S905]: tarda V dinastia; titolare Khaemrau, segretario della casa degli adornatori, profeta della piramide di Niuserra; - 80 (?) [D3] [S903]: fine V dinastia; titolare Reemkha, figlio maggiore del re, del suo corpo (probabilmente Isesi), capo dei preti lettori; tomba usurpata da Neferitnes, giudice e ispettore degli scribi (non nota la dinastia); - 81 [D4]: V dinastia; titolare Ankhiris, unico amico (del re); - 82 [D5] [S908]: fine V dinastia; titolare Meresankh, sposa del re (probabilmente Isesi); - 83 [D6] [S907]: tarda V dinastia o VI; titolare Khenu, supervisore ai lini e agli abiti frangiati (verosimilmente paramenti da cerimonia) del re; - 84 [D7] [S919]: fine V dinastia; titolare Khaemtenent, figlio del re (non specificato), supervisore alle spedizioni; moglie Khenut, conoscente del re; - 85 [D8] [S910]: fine V dinastia; titolare Isesiankh, figlio del re (non specificato), supervisore di tutti i lavori del re, supervisore alle spedizioni; - 86: gallerie nel recinto della piramide a gradoni; - 87: tomba non identificata - 88 [B9]: V-VI dinastia; titolare Huti, ispettore degli scribi nella casa del maestro delle elargizioni; moglie Kitsen, conoscente del re; |

#### Tabella "B4": altre tombe numerate
| Ubicazione                    | Necropoli                                                         | Periodo      | Note e tombe principali |
| ----------------------------- | ----------------------------------------------------------------- | ------------ | --- |
| Nord della Piramide a gradoni | altre tombe numerate (numerazioni di Mariette, Lepsius e Quibell) | Antico Regno | - B2: IV dinastia; titolare Hetepheres, profetessa di Hathor, Signora del sicomoro; - B3: IV dinastia; titolare Sheri, supervisore dei preti wab di Peribsen, servo del kha di Sened nella necropoli; moglie (quasi certamente) Khentetkha; figlio Iasen; - B7: IV dinastia (?); titolare Sethu, giudice e supervisore degli scribi; moglie Hathornufer; - B15: V dinastia (o dopo); titolare Werkhaptah, supervisore al granaio; - D70: metà V dinastia (o dopo): titolare Pehnuikha, responsabile della giustizia e visir; ispettore dei preti wab della piramide di Userkaf; moglie Hetepheres; figlio Iti; madre (forse) Zefatsen; - H12: V-VI dinastia; titolare Khuit, unica adornatrice del re; - LS5: metà V dinastia o dopo; titolare Seshemu, tesoriere del dio nelle due barche, supervisore delle spedizioni, profeta di Ra nel tempio del Sole di Neferirkhara; moglie Mertiotes, profetessa di Hathor, Signora del sicomoro; - LS6: inizi IV dinastia; titolare Meten, capo di vari Grandi Possedimenti (specialmente nel Delta), capo dei possedimenti funerari di Snefru nel nomo letopolitano, direttore dei preti wab; genitori Inpuemankh, giudice e scriba, e Nebsent; - LS14: metà V dinastia (o dopo); titolare Khaiemked, supervisore del tesoro, profeta di Ra nel tempio del Sole di Neferirkhara; moglie Nubkha, conoscente del re; - LS16: V dinastia (periodo di Isesi); titolare Rashepses, responsabile della giustizia e visir (con Isesi), supervisore dell'Alto Egitto; moglie Khaennebty; figlio Neteruser; genitori (probabilmente) Neteruser (tomba 78 [D1]) e Khenut; tomba riutilizzata nel Nuovo Regno ed oltre (Champollion la riporta come "tombe du Defterdar"); - S906: VI dinastia; titolare Nekhensu, prete lettore, responsabile della piramide di Teti; - S909: V dinastia (?); titolare Heknunebty, figlia del re, unica adornatrice del re (non indicato il nome del re); - S911: V-VI dinastia; titolare Hemakhty, ciambellano reale; - S912: V-VI dinastia; titolare Harwer, giudice e ispettore degli scribi; - S913: fine V dinastia; titolare Perneb, segretario della casa delle adornazioni, direttore del Palazzo; genitori (probabilmente) Rashepses e Khaennebty (tomba LS16); - S915: forse tarda V dinastia; titolare Nikauhor, profeta di Ra nel tempio del Sole di Userkaf, profeta di Userkaf; moglie Sekhemhathor, profetessa di Hathor Signora del Sicomoro; - S916: V dinastia (o dopo); titolare Ptahmakheru, profeta di Ra e Hathor nel tempio del Sole di Neferirkhara, profeta di Ra nel tempio del Sole di Niuserra; - S920: V dinastia; titolare sconosciuto. |

#### Tabella "B5": tombe non numerate
| Ubicazione                    | Necropoli          | Periodo                       | Note e tombe principali |
| ----------------------------- | ------------------ | ----------------------------- | --- |
| Nord della Piramide a gradoni | tombe non numerate | Prime dinastie e Antico Regno | (posizione nota) - Mastaba X: probabilmente I dinastia, tra la S3506 e la S3507; titolare non noto; - Khaemest: supervisore degli scultori delle Due Case, probabilmente IV-V dinastia, a nord ovest della 42 [C7]; - Ptahshepses (I): il più grande dei direttori dei lavoratori, profeta di Ptah e Sokar; VI dinastia, a sud delle 37-38 [E1, E2, H3]; - sconosciuto: inizi V dinastia, nei pressi di 39 [C16]; (posizione sconosciuta) - Akhtia: profeta di Nebkha, supervisore di tutti i lavori del re; fine III dinastia o inizi IV; - Khaaper: giudice e scriba del re nella spedizione in Wenet, Serer, Tepa e Ida; inizi V dinastia; - Mery: supervisore ai documenti reali, supervisore al tesoro, profeta di Renenet; metà IV dinastia; moglie Niankhwazet, profetessa di Hathor; - Nufer: operaio; moglie My; IV dinastia (o dopo); - Pehernufer: supervisore di tutti i lavori del re, capo dei possedimenti di Meresankh, profeta di Thot, Sopet ed Heket; IV dinastia (periodo di Snefru e Khufu); - Teti e Neferheser: scribi degli archivi; tarda III dinastia o inizi IV; |

#### Tabella "B6": Periodo Tardo, Tolemaico e Romano
| Ubicazione                    | Necropoli | Periodo                           | Note e tombe principali |
| ----------------------------- | --------- | --------------------------------- | --- |
| Nord della Piramide a gradoni | necropoli | Periodi Tardo, Tolemaico e Romano | - LS7: Periodo Tardo; titolare Thaihepimu (rinvenuto solo il coperchio del sarcofago) e Gemhap (rinvenuto il sarcofago), profeta di Bubasti Signora di Eliopoli, comandante dell'esercito, figlio di Thaieronimu e Tentamun; - Uzahor: esatta posizione sconosciuta; madre Esiemkhebi;XXVIII dinastia; - Unnefer: profeta di Nectanebo I, il falco, profeta delle statue di Thaihepimu (padre di Nectanebo II); padre Painmu; XXX dinastia (periodo di Nectanebo II); - Wershnufer: profeta di Mut Signora di Asher; XXX dinastia; - tomba con sarcofagi della XXX dinastia: esatta posizione sconosciuta; titolari: Thaiarpata, figlio di Ankh-Hap e Tefnut, anno XV di regno di Nectanebo II (XXX dinastia); Pawenhetef Zeho, nano, figlio di Pedekons e Tawonshet Tenthap; Pefteu(au)khons, maggiordomo della Casa, segretario di Per-Duat; Akh-Hap, figlio di Esisut e Tiamon; Esiardais, figlia di Tadeusiri (madre); Zeho, scriba del faraone, profeta di Hathor, figlio di Tekhan (madre); - tomba tolemaica o romana (tra le tombe n.ro I e II di Basta); - tomba tolemaica o romana (n.ro VI di Basta); |

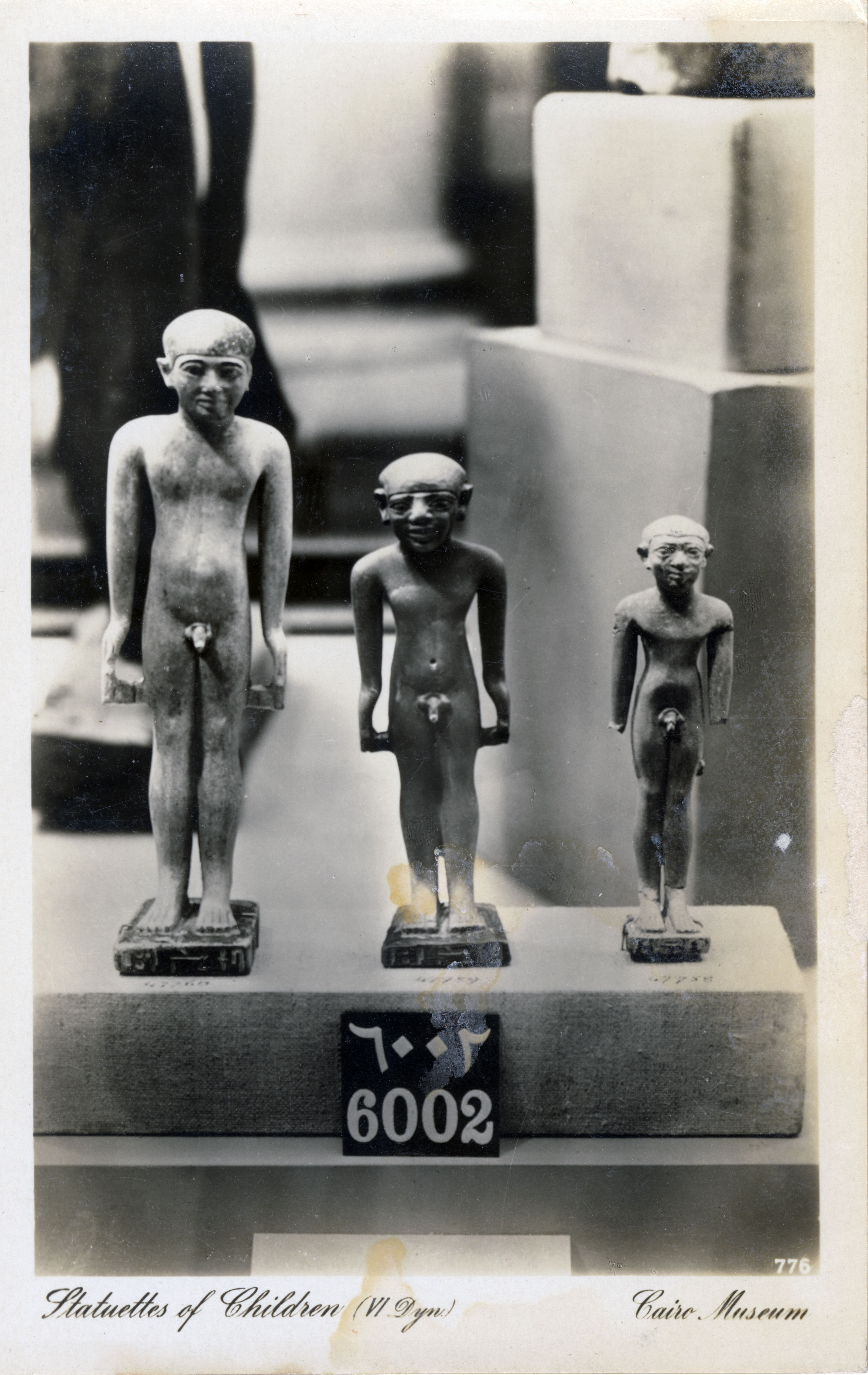
Statuette di giovani in calcare, dalla tomba di Khentkha Ikhekhi a Saqqara, della VI dinastia, Museo Egizio del Cairo (Cairo CG 47758, 47759, 47760)

#### Tabella "B7": necropoli settentrionale di Teti
L'elenco riportato nella tabella "B7" non comprende gli innumerevoli ritrovamenti dell'area, ma solo l'elencazione delle tombe.
| Ubicazione                          | Necropoli                | Periodo                                      | Note e tombe principali |
| ----------------------------------- | ------------------------ | -------------------------------------------- | --- |
| Nei dintorni della piramide di Teti | necropoli settentrionale | Tarda VI dinastia e Primo Periodo Intermedio | - Inti: figlia maggiore del re, del suo corpo (Teti); VI dinastia (periodo di Pepi I o dopo); - Khentkha Ikhekhi: capo della giustizia e visir (verosimilmente sotto i re Teti e Pepi I), ispettore dei profeti delle piramidi di Teti e Pepi I; uno dei figli Tetizedi (indicato nelle iscrizioni parietali anche come Pepyzedi o Zedi); VI dinastia; - Ankhmahor Sesi: capo della giustizia e visir, ispettore dei profeti della piramide di Teti; uno dei figli Ishefi; fratello Themru; inizi VI dinastia; - Uzahateti Neferseshemptah Sheshi: ispettore dei profeti nel complesso piramidale di Teti e responsabile della piramide di Teti; moglie Seshseshet Sheshti, figlia del re, del suo corpo; inizi VI dinastia; - tomba con varie camere sepolcrali: Primo Periodo Intermedio (scavata da Lepsius nel 1834); architrave intestato a Reky, tesoriere del dio, e Ankhef; camera sepolcrale 1: resti di una testa in legno di Harshefhotep; tre sarcofagi (a) poggiatesta intestato a Ipiankhu, (b) testi sacri con riferimento a Khuit-khentekhtai Khuit (donna), (c) sarcofago interno e tavola intestati a Ipiankhu supervisore dei "capelli (?)" della terra; camera sepolcrale 2: Gemni, supervisore ai sigilli (?) reali; camera sepolcrale 3, contenente solo un modello si nave; - Gemniuser: ciambellano reale e scriba; moglie Sitahib; Primo Periodo Intermedio; - Ptahshepses: (tomba coperta dalla S2735) contabile, ispettore dei profeti della piramide di Teti; moglie Seshseshet Sheshti, figlia del re, del suo corpo; metà VI dinastia (o dopo); - Mereri: contabile, supervisore dei titolari della Grande Casa; moglie Iny, profetessa di Hathor; - Wernu: responsabile della piramide di Teti, prete lettore della barca mit e della barca det di Horus; metà VI dinastia (o dopo); - Khui: responsabile della piramide di Teti, profeta della piramide di Pepi I, supervisore dell'Alto Egitto; metà VI dinastia (o dopo); - Thetut: segretario del re, di tutti gli ordini segreti ai posti di frontiera; figlio Tetiankh; VI dinastia; - Desi: nobile del re, compagno della Casa; moglie (nome perduto), profetessa di Hathor, Signora del sicomoro; VI dinastia; - Meru Tetisoneb (indicato anche come Merysoneb e Pepisoneb): supervisore della sommissione dei responsabili della piramide di Teti, supervisore dei profeti del tempio di Teti; Vi dinastia (periodo di Pepi I o dopo); - Semdent: profeta della piramide di Teti; VI dinastia; - nome perduto: ciambellano reale della Grande Casa; VI dinastia; - LS10; VI dinastia (periodo di Teti); titolare Kagemni Memni (indicato anche come Gemni); capo della giustizia e visir, supervisore del complesso piramidale di Teti; moglie Nebty-nubkhet Seshsesht, figlia del re, del suo corpo; - Mereruka Meri: capo della giustizia e visir, ispettore dei profeti della piramide di Teti; moglie Watetkhet-hor, figlia maggiore del re, del suo corpo; figli Meryteti, Memi (indicato anche come Pepyankh) e Aperef (?), figlia [...]ibnub; madre Nezetenpet, conoscente del re; fratello Ihy; VI dinastia (periodo di Teti) - Watetkhet-hor: figlia maggiore del re, del suo corpo; moglie di Mereruka Meri; - Meryteti Meri; figlio maggiore di Mereruka Meri e Watetkhet-hor; capo della giustizia e visir, figlio maggiore del re, del suo corpo, ispettore dei profeti della piramide di Pepy I; moglie Nebt, profetessa di Hathor, Signora degli scrigni; figlio Ihyemsaf; VI dinastia (periodo di Pepy I o dopo); - Khenu Themi: prete lettore; VI dinastia; - Kanenebfui Khenu: supervisore dell'Alto Egitto; supervisore dei due granai; VI dinastia; - Thetu: capo della giustizia e visir, responsabile e ispettore dei profeti della piramide di Pepy I; probabilmente tarda VI dinastia; - HMK 140: Primo Periodo Intermedio; - HMK 152: Primo Periodo Intermedio; titolare Nebi, responsabile dei possedimenti; - HMK 120: Primo Periodo Intermedio; titolare Sethu, prete lettore; - tomba 47: Primo Periodo Intermedio; titolare Thay, responsabile dell'archivio della piramide di Merykhara; - HMK 69: Primo Periodo Intermedio; titolare Ipihirsesenbef; - HMK 30: Primo Periodo Intermedio; titolare Gemnihemet Gemni, responsabile dell'archivio delle piramidi di Teti e Merykhara; - HMK 37: Primo Periodo Intermedio; titolare Duauhotep, nobildonna del re; - tomba 81: tarda VI dinastia o Primo Periodo Intermedio; titolare Herimeru, ciambellano reale; - Sitinteti (usurpata camera funeraria della tomba di famiglia di Ipyankhu): profetessa di Hathor, primo ornamento del re; tarda VI dinastia o Primo Periodo Intermedio; - HMK 26: Primo Periodo Intermedio; tomba di famiglia di Ipyankhu (camera funeraria usurpata da Sitinteti); - HMK 6: Primo Periodo Intermedio; titolare Khuit-Khnum (donna); - tomba 227: tarda VI dinastia o Primo Periodo Intermedio; titolare Ptahemhet, ispettore dei parrucchieri reali; - tomba 225: tarda VI dinastia o Primo Periodo Intermedio; titolare Ipi, medico della Grande Casa; - Pehernefer: profeta di Ra nel tempio del Sole di Userkha; V-VI dinastia; - Khaemsenu: prete wabdi Sahura, prete wab della piramide di Niuserra, profeta di Ra nel tempio del Sole di Neferirkhara; moglie Irt-Nub, profetessa di Hathor; padre Sehotpu, prete wab della piramide di Sahura, profeta di Ra nel tempio del Sole di Neferirkhara; - Khaemest: architetto reale e costruttore; probabilmente inizi VI dinastia; moglie Thenenet; padre Senefankh, architetto reale e costruttore; - HMK 159: Primo Periodo Intermedio; titolare Mut-Hetepi (donna); - HMK 40: Primo Periodo Intermedio; titolare Seneny, giudice e custode di Nekhen; - S2757: inizi Medio Regno; titolari Usermut e Inpuemhet; - Hotep: ispettore dei profeti della piramide di Teti; madre Ikherhathor; XII dinastia (periodo di Amenemhat I); - Ihy: supervisore delle stalle reali di Lisht, ispettore delle piramidi di Teti e Amenemhat I; madre Sit-shenzet; XII dinastia; - tomba n. 2 : fine XVIII dinastia; titolare Amenemonet, supervisore degli operai e capo degli orafi del Signore delle Due Terre; mogli Tahesy, cantatrice di Amon, e Nefertere; genitori Kheruef e Nefertere Inu; - tomba n. 4: fine XVIII dinastia; titolare Thay, supervisore dei cavalli del Signore delle Due Terre; - tomba n. 5: XIX dinastia (periodo di Ramses II); titolare Mosi, scriba del tesoro di Ptah; moglie Mutnefert, cantatrice di Bubastis, Signora di Ankhtawy; genitori Huy, scriba del tesoro di Ptah, e Nubnefert; - S2730 (e forse S2736): fine XVIII dinastia; titolare Ipuia, supervisore dei laboratori e capo degli orafi del Signore delle Due Terre; moglie Nefertere; - S2735 (LS12): fine XVIII dinastia; titolare Huy, scriba delle truppe del Signore delle Due Terre; moglie Merit-Sekhmet, cantatrice di Amon; - LS8 : XIX dinastia; titolare Merira, capo dei custodi; - Mahu (posizione sconosciuta, rinvenuta da Loret 1898-1899): custode del tesoro; XIX-XX dinastia; |

#### Tabella "B8": necropoli est e sud-est di Teti
L'elenco riportato nella tabella "B8" non comprende gli innumerevoli ritrovamenti dell'area, ma solo l'elencazione delle tombe.
| Ubicazione                          | Necropoli               | Periodo | Note e tombe principali |
| ----------------------------------- | ----------------------- | ------- | --- |
| Nei dintorni della piramide di Teti | necropoli est e sud-est | [ 17 ]  | - Rawer (altro nome abraso): capo della giustizia e visir; probabilmente tarda VI dinastia; - Shema e Ipisenbes Ipi (donna): VI dinastia o Primo Periodo Intermedio; - LS13: probabilmente Nuovo Regno; nome sconosciuto, scriba dei documenti reali; - Hekmaetra-Neheh: primo maggiordomo reale del Signore delle Due Terre; XIX dinastia; - Akhpet: capo dei preti lettori nelle Due Case della Mummificazione (prwy-nfr); inizi XIX dinastia; - tomba 75: Medio Regno; titolare Ipi, tesoriere del re del Basso Egitto; - pozzo n. 289: Medio Regno; titolari Khenu e Ipiemsaf Ipi, entrambi supervisori del tempio (non specificato); - pozzo n. 276: inizi Medio Regno; titolare Tha, supervisore delle spedizioni, responsabile dell'archivio; - Aperir: governatore della città e visir; moglie Weriai; XVIII dinastia (probabilmente periodo di Amenhotep IV); |

#### Tabella "B9": necropoli ovest e sud-ovest di Teti
L'elenco riportato nella tabella "B9" non comprende gli innumerevoli ritrovamenti dell'area, ma solo l'elencazione delle tombe.
| Ubicazione                          | Necropoli                      | Periodo | Note e tombe principali |
| ----------------------------------- | ------------------------------ | ------- | --- |
| Nei dintorni della piramide di Teti | Necropoli di ovest e sud-ovest | [ 30 ]  | (Antico Regno) - LS20 [C26]: V dinastia (o dopo); titolare Iy, tesoriere del dio delle Due Barche, supervisore della spedizioni, segretario per tutte le terre straniere; moglie Nefert, profetessa di Hathor Signora del sicomoro e Neith, apritrice delle vie in tutti i luoghi puri; (Periodo Tardo) - Pedepep: madre Ubasteardais; XXVI dinastia; - LS18: XXVI dinastia; titolare Hor, scriba reale; madre Mertneith; - LS19: XXVI dinastia; titolare Psammethek-Nebpehty, comandante dell'esercito; genitori Psammethek e Tashenesi; (esatta localizzazione sconosciuta, ma nei pressi della piramide di Teti) (VI dinastia e Primo Periodo Intermedio) - Shedabd: contabile, ispettore dei profeti della piramide di Teti; madre Hebyt, profetessa di Hathor; VI dinastia o Primo Periodo Intermedio; - Theteti: supervisore degli scribi dei documenti classificati; tarda VI dinastia; (Nuovo Regno) - Nekhtamon: capo dei servi del maggiordomo reale Hori; XIX dinastia; - nome sconosciuto: XIX dinastia; padre Say, profeta di Bubastis; fratello Amenemhab, padre del dio nel tempio di Ptah, profeta nel tempio di Bubastis e Amenmose, capo dei modellatori e dei laboratori di scultura del dominio di Ptah; |

#### Tabella "B10": est Piramide a Gradoni
L'elenco riportato nella tabella "B10" non comprende gli innumerevoli ritrovamenti dell'area, ma solo l'elencazione delle tombe.
| Ubicazione                   | Necropoli | Periodo | Note e tombe principali |
| ---------------------------- | --------- | ------- | --- |
| Est della Piramide a gradoni |           | [ 19 ]  | (Antico Regno) - LS17 [H2]: fine V dinastia o inizi VI; titolare Manufer, supervisore dei profeti della piramide di Djedkhara Isesi, ispettore dei profeti di Ptah, Ispettore dei parrucchieri reali; - D46: V dinastia (o dopo); titolare Sethu, figlio del re, del suo corpo, contabile in Nekhen, profeta di Nekhbet; - D48: VI dinastia (periodo di Neferirkhara); titolare Nikaankh, profeta di Ra nel tempio del Sole di Neferirkhara, ispettore dei preti wab di Ra nel tempio del Sole di Userkhaf e della piramide di Userkhaf; - D45: V dinastia (periodo di Sahura): titolare Person, supervisore delle adornatrici del re, supervisore delle due camere is delle adornatrici del re nella Grande Casa; moglie Khenut, profetessa di Hathor; - D49: V dinastia; titolare Khnemhotep, ispettore dei preti wab nel tempio del Sole di Userkhaf, profeta di Hathor, supervisore del santuario nehet di Hathor; moglie Khentekta, profetessa di Hathor; - LS22 [C11]: probabilmente inizi V dinastia; titolare Iyzefa, ciambellano reale, profeta di Horus di Mesen, direttore degli arcieri; - D57: VI dinastia; titolare Kapuinp, giudice, segretario di tutti gli ordini del re; (posizione sconosciuta) - D47: V dinastia (periodo di Sahura); titolare Nenkheftkha, prete wab di Ra nel tempio del Sole di Userkhaf, ispettore dei preti wab della piramide di Userkhaf, prete wabdella piramide di Sahura; moglie Neferhetepes, profetessa di Neith a nord del muro e di Hathor, Signora del sicomoro; - D50: V dinastia (periodo di Raneferef; titolare Nikhauora, ispettore dei cantanti della piramide di Userkhaf, profeta di Userkhaf e Raneferef; moglie Khentkaus, conoscenza del re; - D52: V (periodo di Sahura) o VI dinastia; titolare Senenuankh, profeta nel tempio del Sole di Userkhaf, prete wabdella piramide di Sahura, ispettore degli scribi delle petizioni; - D53: IV dinastia (periodo di Menkhaura/Micerino); titolare Neferirtptah, supervisore dei profeti nel tempio del Sole di Menkhaura, della piramide di Mankhaura, ispettore delle adornatrici del re nella Grande Casa; - D54: VI dinastia (periodo di Neferirkhara); titolare Ptahsepses, ispettore dei profeti di Ra e Hathor nel tempio del Sole di Neferirkhara, giudice e ispettore degli archivisti; - D55: VI dinastia (periodo di Neferirkhara); titolare Neferirtnef, giudice e supervisore degli scribi, profeta di Sahura, profeta di Ra nel tempio del Sole di Userkhaf e Neferirkhara; moglie Wethesetkhaus, profetessa di Hathor Signora del Sicomoro e Neith muro del nord; - D56: V dinastia (periodo di Niuserra o dopo); titolare Nimaetsed, profeta di Ra e Hathor nel tempio del Sole di Neferirkhara, profeta delle piramidi di Neferirkhara, Raneferef e Niuserra; - D58: V dinastia (periodo di Raneferef o dopo); titolare Raneferefankh, governatore di Nekheb; - E10: fine della V dinastia (o dopo); titolare Kednas, giudice ispettore degli archivisti, profeta della piramide di Menkhaura; - E11: VI dinastia; titolare Neferseshem-Seshet Khenu, figlio del re, del suo corpo, capo della giustizia e visir; - E12: VI dinastia; titolare Kapuinpu, ciambellano reale, direttore del salone, supervisore della Gran Corte; - E13: VI dinastia (periodo di Pepi I o dopo); titolare Meryra-Ankh Ihynes, supervisore di rurri i lavori del re, supervisore delle cave di Tura; - F1: V dinastia; titolare Niankhra, supervisore delle adornatrici del re, ispettore dei parrucchieri reali, supervisore dell'oro nei magazzini delle Due Case; moglie Hepetkha, conoscente del re; figlio Inpukha; (Periodo Tardo) - doppia tomba sopra il tempio funerario di Userkhaf: tarda XXVI dinastia o inizi XXVII; (a) titolare Neferebra-Sineit, ciambellano reale, figlio di Merib e Shepenubaste; (b) titolare Wehebra-Men, tesoriere del re del Basso Egitto; - Hor Neferebra-Emakhet (indicato anche come Wehebra-Emakhet), pare del dio, prete sem, segretario di Ra-Setau; genitori Semtu-Tefnakht e Irterau; - Harkhebi: supervisore di camera, supervisore dei ciambellani di Per-wer e Per-neser; genitori Pedehor e Tasent(ent)hor; XXVI dinastia; - LS23: XXVI dinastia (periodo di Necao I o Apries); titolare Irahor Neferebra-Nefer, supervisore dell'anticamera; genitori Ankh-Hor e Atemardais; - LS24: XXVI dinastia (periodo di Psammetico I); titolare Bekenrenef, visir; genitori Padneith, supervisore dei profeti, e Tageb; - BN2: dalla XXX dinastia agli inizi del Periodo Tolemaico; titolare Pashe(n)taisut, padre del dio, prete sem, profeta di Ptah; genitori Ankh-Hap, prete sem e Neferu; - Ramose: scriba, direttore dei lavori, (...) dei cavalli; probabilmente Periodo Tardo; |

#### Tabella "B11": recinto Piramide a Gradoni
Ritrovamento di reperti. 
| Ubicazione                                     | Necropoli | Periodo | Note e tombe principali |
| ---------------------------------------------- | --------- | ------- | --- |
| Necropoli nel recinto della Piramide a gradoni |           | [ 20 ]  | (Antico Regno) - due statue in granito rosso e granito nero di Nikhauhor, supervisore degli scribi; V dinastia; (Medio regno) - sarcofago in legno di Sobekhotep; (Nuovo Regno) - frammenti di colonna intestata a Nemtimosi, portatore del flabello alla destra del re; Periodo Ramesside; - frammenti di colonna con riferimenti a Wepwaut, Amon-Ra e Mut; fine XVIII dinastia o inizi XIX; - frammenti di cartiglio di Aton; XVIII dinastia; - testa femminile di statua in legno con orecchini; XVIII dinastia; (periodo tolemaico e romano) - sarcofago e cartonnage di Bek(en)ihet, supervisore degli orafi del tempio di Ptah; - sarcofago antropoide di Iru, figlio di Pedehorpashena e Taharhapy; - sarcofago antropoide di In (donna); |

#### Tabella "B12": ovest Piramide a Gradoni
L'elenco riportato nella tabella "B12" non comprende gli innumerevoli ritrovamenti dell'area, ma solo l'elencazione delle tombe.
| Ubicazione                                 | Necropoli | Periodo | Note e tombe principali |
| ------------------------------------------ | --------- | ------- | --- |
| Necropoli a ovest della Piramide a gradoni |           | [ 21 ]  | (Antico Regno) - D60: V dinastia (periodo di Niuserra); titolare Htepherakhty, il maggiore dei giudici, profeta nel tempio del Sole di Niuserra, prete wab di Neferirkhara; - E8: V dinastia (periodo di Djedkara Isesi); titolare Seshemnefer Heba, profeta della piramide di Menkhauhor e Djedkhara, ciambellano reale; - D59: VI dinastia; titolare Duahap, profeta di Ra nel tempio del Sole di Neferirkhara e Niuserra, profeta della piramide di Niuserra; - E9: VI dinastia; titolare Pepyzhedy (indicato anche come Meryrazhedy o Zhady), supervisore degli scribi, ciambellano reale, supervisore delle commissioni; moglie Methut, profetessa di Htahor; - Sekhemkha: profeta di [Ra] e Hathor nel tempio del Sole di Neferirkhara, profeta di Sed, Niuserra e [Neferir]khara; moglie Khentkaus, conoscente del re; V dinastia (periodo di Niuserra o dopo); - D62: V dinastia; titolare Ptahhotep capo della giustizia e visir; - Thefu: prete lettore; fine della V dinastia o inizi VI; - D63: V dinastia; titolare Iteti Ankhiris, il maggiore della camera is nelle Due Case, supervisore di Palazzo; - D64: mastaba della V dinastia (periodo di Unis); (a) Akhtihotep, capo della giustizia e visir, supervisore del complesso piramidale e ispettore dei profeti delle piramidi di Niuserra, Menkhauhor e Djedkhara; figlio Ptahhotep (II); padre Ptahhotep (I) (tomba D62); (b) Ptahhotep (II) Thefu, figlio di Akhtihotep, capo della giustizia e visir, ispettore dei profeti delle piramidi di Menkhauhor e Isesi, ispettore dei preti wab della piramide di Niuserra; figli Ptahhotep (III) e Khaseshem, giudice e ufficiale alla frontiera; - Thefu: fine V dinastia; titolare forse identificabile in Ptahhotep (II) (tomba D64), ciambellano reale; - D65: inizi VI dinastia; titolare Hemtra Hemi, figlia del re (Unis), del suo corpo, profetessa del tempio di Teti; - Akhtyhotep Ipi-Uzau: giudice e supervisore degli scribi; VI dinastia; - Ptahhotep Iyni: supervisore degli scribi della Grande Corte; fine V dinastia o inizi VI; - Ptahhotep Iyni-Ankh: supervisore degli scribi, profeta di Sahura; V-VI dinastia; - Mereri: capo della giustizia e visir; fine VI dinastia; - Shepsypitptah: il maggiore della Sala della piramide di Djedkhara, servo del kha di Ptahhotep (I) (tomba D62); fine V dinastia o inizi VI; - D61: metà V dinastia (o dopo); titolare Duanra, supervisore degli scribi nella terra delle Due Case, profeta nel tempio del Sole di Neferirkhara; moglie Thentet, profetessa di Hathor, Signora del sicomoro; - Ankhi Inthy: profeta delle piramidi di Unis e Teti, lavoratore di metalli per la Grande Casa; fine VI dinastia; - Zaati: supervisore dei lavoratori dei metalli nella Grande Casa; VI dinastia (?); - Akhtihotep: ispettore dei profeti del tempio del kha di Pepy I, profeta della piramide di Merenra; VI dinastia; - Neferkhuu-ptah Thethi: capo di un possedimento della piramide di Pepy I; VI dinastia; - Ishety Thethi: capo di possedimenti delle piramidi di Pepy I e Pepy II, supervisore dei nomi del Basso Egitto; VI dinastia (periodo di Pepy II o dopo); - Sebkhemkhent Sebeky: contabile reale, capo di un possedimento della piramide di Pepy I, ispettore dei profeti della piramide di Pepy II; VI dinastia (periodo di Pepy II o dopo); - Ankhy Ity: supervisore dei preti wab; V dinastia; - E14: VI dinastia; titolare Nezemib, supervisore degli orafi della Grande Casa; moglie Nefert; VI dinastia; - H1: V-VI dinastia; titolare Nisu Usert, supervisore di dieci operai, ispettore degli operai; mogli Mesti e Inneferhathor; madre Nefertentes; - E15: IV dinastia o dopo; titolare Ity Duara, profeta del tempio di Menkhaura; - Pernezu: [supervisore] degli scribi, scriba degli arruolamenti degli equipaggi navali, supervisore delle spedizioni; moglie Ni-Ankh Hathor, conoscente del re; VI dinastia; (Periodo Tardo e Tolemaico) - tomba A: periodo tolemaico; (a) Ankh-Hap, profeta, supervisore delle truppe, figlio di Tabanep (madre); (b) sarcofagi antropoidi: Anket, figlia di Unnefer comandante dell'esercito, sindaco di Busiris; Gemhap, figlio di Pedenesi e Taneitiu (?) Rampetnefert; Hekenut, figlia di Rampetnefert (madre); Herubaste, figlia di Esiarhesbet (madre); Nefarud, comandante dell'esercito, figlio di Uza (madre); Sethet, figlia di Herubaste (madre); Unnefer, figlio di Herubaste (madre); (c) sarcofago rettangolare di Zeho, supervisore dei granai, supervisore del tesoro, figlio di Ankhefensekhmet e Irterau; |

#### Tabella "B13": dintorni piramide di Unis
L'elenco riportato nella tabella "B13" non comprende gli innumerevoli ritrovamenti dell'area, ma solo l'elencazione delle tombe.
| Ubicazione                                 | Necropoli | Periodo | Note e tombe principali |
| ------------------------------------------ | --------- | ------- | --- |
| Necropoli che circonda la piramide di Unis |           | [ 22 ]  | (inizi II dinastia e Antico Regno) - tomba A: a est della piramide; sovrastruttura perduta; sigillo Hetepsekhemui; - tomba B: a circa 140 m dalla precedente; sigillo di Ninuter; - Khenkhaus: figlia maggiore del re, del suo corpo; VI dinastia (?); - Seshemnefer: supervisore del dipartimento dei responsabili della Grande Casa, maggiordomo della Grande Casa; moglie Kerfet, conoscente del re; VI dinastia; - mastaba usurpata da Meryt Isesi: supervisore e ispettore dei profeti della piramide di Unis; inizi VI dinastia; - Unis-Haishtef: supervisore delle commissioni della piramide di Unis; originariamente predisposta per il padre Kai Seni, ispettore dei profeti della piramide di Unis; forse Medio Regno; - Neferseshemptah: fine V inizi VI dinastia; - Iynefert: capo della giustizia e visir; VI dinastia; - Unisankh: figlio del re, supervisore dell'Alto Egitto; V dinastia (o dopo); - Seshesehet Idut: figlia del re, del suo corpo; usurpata da Ihy, capo della giustizia e visir; VI dinastia; - Mehu: capo della giustizia e visir; mogli Nebet, conoscente del re, e Nefer(t)khaus, figlia del re, del suo corpo; VI dinastia; - Iarti: ispettore dei profeti della piramide di Unis, supervisore dei responsabili della Grande Casa; padre forse Iy; metà VI dinastia (o dopo); - Ankhy: profeta della piramide di Unis, supervisore dei responsabili, nobiluomo del re; tarda VI dinastia; - Snefruhotep: VI dinastia; - Nengem: ciambellano reale, ispettore degli scribi dei sacrifici di bestiame; VI dinastia; - Bia Irery: nobiluomo del re, compagno della Casa; moglie Idut, profetessa di Hathor; figlio Mehu, figlia Ity (?); fine VI dinastia; - mastabe gemelle: (a) Khenut, forse moglie di Unis, V dinastia; (b) Nebt, moglie di Unis, compagna di Horus; - Iy: responsabile della piramide di Pepy I, compagno della Casa, nobiluomo del re; VI dinastia; - Khenu: responsabile della piramide di Unis, nobiluomo del re della Grande Casa; tarda VI dinastia o Medio regno; - Isy: VI dinastia; - Herimeru Merery: profeta e responsabile della piramide di Unis; moglie Wazkhaus, profetessa di Hathor e Neith; fine VI dinastia; - Ptahshepses Impy: VI dinastia; - Niankh-Ptah: segretario di tutti i lavori, profeta della piramide di Unis; VI dinastia; - Nebkhauhor Idu: capo della giustizia e visir, figlio maggiore del re, del suo corpo, ispettore dei profeti della piramide di Unis; VI dinastia; - Niankhba: capo della giustizia e visir; VI dinastia; - Iyenhor: prete lettore della barca mit di Horus e della barca det di Horus; fine VI dinastia; - Niankh Pepy Niakh Meryra: supervisore delle commissioni dei responsabili della piramide di Pepy I; moglie Kedi; fine VI dinastia; - Kairer: VI dinastia (periodo di Unis); - Mitri: ufficiale di frontiera, profeta di Maat; moglie [...]menkhaure[...], profetessa di Hathor; fine V o inizi VI dinastia; - Pehunefer: direttore dell'Anticamera; VI dinastia; - Nikhauptah e Simery: VI dinastia; - Bebi: V dinastia; - Hotep: direttore dell'Anticamera, ispettore dei profeti di Hathor; fine V dinastia (o dopo); - Rakhuf: ciambellano reale, responsabile della Grande Corte; VI dinastia; - E17: fine VI dinastia; titolare Akhtihotep, ciambellano reale, profeta delle piramidi di Isesi e Unis, profeta di Heket e Hathor Signora di Dendera; fine VI dinastia; - Akhtihotep: segretario della casa delle adornatrici, profeta di Khnum in tutti i luoghi; V dinastia o inizi VI; - Iykha: prete wab del re, responsabile del grande possedimento; moglie Iymert, profetessa di Hathor Signora del sicomoro; V dinastia; - Neferherenptah: supervisore degli acconciatori della Grande Casa; figlio Ptahshepses, giudice e supervisore degli scribi; V dinastia; - Niankhra: reale conoscitore della Grande Casa, segretario di Neferirkhara; V dinastia; - Akhtihotep: direttore dei preti wab di Sekhmet e della Grande Casa, profeta di Buto; V-VI dinastia; - Irukhaptah Khenu: capo dei macellai della Grande casa, prete wab del re; V-VI dinastia; - Nufer direttore dei cantanti, e suo padre Khaha, direttore dei cantanti, profeta di Mert nell'Alto Egitto; moglie di Nufer, Khons, conoscente del re; moglie di Khaha, Mertiotes, profetessa di Hathor e Neith; metà VI dinastia; - Ankhirptah: supervisore della carne grassa; moglie Nebt, profetessa di Hathor; V dinastia; - Niankh-Khnum e Knemhotep: entrambi profeti di Ra nel tempio del Sole di Niuserra, supervisori dei manicuristi della Grande Casa; moglie di Niankh-Khnum, Khentkhaus, profetessa di Hathor; moglie di Knemhotep, Khenut, profetessa di Hathor; V dinastia (periodo di Niuserra o Menkhauhor); - Irenkhaptah: maestro macellaio della Grande casa, supervisore della carne grassa; moglie Khenut, profetessa di Hathor; metà o fine VI dinastia; - Kayankh: macellaio della Grande Casa; Vi dinastia; - Neferseshemptah, supervisore dei lavoratori dei metalli, e Sekenthiu, supervisore degli orafi; fine V dinastia; - nome sconosciuto: tarda V dinastia; - Ptahshepses: figlio del re, principe ereditario; fine V dinastia; - Methethi: nobiluomo del re, supervisore del dipartimento dei responsabili della Grande Casa; moglie Inti; figli Ptahsabu, Ihy, Khuensobek, Ptahhotep, figlia Irt-Sobek; VI dinastia (periodo di Teti); (Periodo del Nuovo Regno) - Ptahmes: alto funzionario durante il regno del faraone Seti I e del suo successore Ramesse II; (Periodo Tardo e Tolemaico) - Esbanebded: supervisore di due granai; genitori Haremhet e Thares; XXVI dinastia; - Thanenhebu: supervisore dei carichi navali; madre Tanefertiti; XXVI dinastia (periodo di Amasis); - Psammetek: il più grande di medici; genitori, Hersiesi e Tagermiresi; XXVI dinastia (periodo di Amasis); - Padenesi: segretario alla tessitura reale, supervisore dei documenti sigillati; genitori Psammetek e Desnub; XXVI dinastia (periodo di Amasis); - Padeneith: capo delle stalle, supervisore di cavalli; genitori Ankhepekhrod e Hotepubaste; tarda XXVI dinastia (?); - Amentefnakht Haaebre-Meryptah: supervisore delle guardie, direttore del reclutamento del re del Basso Egitto; madre Irterau; XXVI dinastia; - Hekaemsaf: supervisore del carico delle navi reali; XXVI dinastia (periodo di Amasis); - tomba tolemaica: posizione sconosciuta, scoperta nel 1926; nella camera ovest rinvenuti ventiquattro sarcofagi: n.ro 5 Meribenptah, guardiano del tempio di Ptah; n.ro 13 Imhotep; n.ro 14 Tahiet-Ankhty (donna); n.ro 18 Merptah; n.ro 19 Herubaste; n.ro 20 Ankh-Hapi; n.ro 22 Harkhet (?); n.ro 23 Sekhem-Ubaste; camera nord: ventisei sarcofagi: n.ro 1 Irhap; n.ro 14 Wenherpe; n.ro 15 Hepnbmaat; n.ro 19 Zeho; n.ro 20 Tay (?); n.ro 21 Khensiu; n.ro 23 Khensiu; n.ro 25 Hor; n.ro 26 Imhotep; - tomba di famiglia di Khanufer: scriba del tempio di Ptah; madre Esirheshti; XXX dinastia (?); |

#### Tabella "B14": Monastero Apa Jeremias
L'elenco riportato nella tabella "B14" non comprende gli innumerevoli ritrovamenti dell'area, ma solo l'elencazione delle tombe.
| Ubicazione                                                            | Necropoli | Periodo | Note e tombe principali |
| --------------------------------------------------------------------- | --------- | ------- | --- |
| necropoli tra il monastero di Apa Jeremias e il recinto di Sekhemkhet |           | [ 23 ]  | (Antico Regno) - LS31: V dinastia (o dopo); titolare Ptahhotep, capo della giustizia e visir; (Nuovo Regno) - Tia: supervisore del tesoro del tempio di Usermaatra-Setepenra (Ramses II) nei domini di Amon, portatore di flabello alla destra del re; moglie Tia, nobile sorella del re, cantatrice di Amon Grande di Vittorie; XIX dinastia; - Pay: supervisore dei reali appartamenti della Sposa reale; padre Amenemhab; XIX dinastia; - Haremhab: generale, rappresentante del re in tutte le terre, capo degli stendardi; XVIII dinastia (periodo di Tutankhamon e Ay); - LS25: Periodo Ramesside; titolare Iurokhy, scriba reale, generale; - LS27: XVIII dinastia (da Tutankhamon a Haremhab); titolare Maya, supervisore del tesoro, portatore del flabello alla destra del re; moglie Meryt, cantatrice di Amon; genitori, probabilmente, Iuy, giudice, e Weret, cantatrice di Amon; fratello Nahurer; - LS28: XIX dinastia; titolare Raia, supervisore dei reali appartamenti dell'harem di Menfi; padre Pay, supervisore degli appartamenti della Grande sposa reale; - LS29: XIX dinastia (periodo di Sethy I); titolare Harmin, supervisore dei reali appartamenti dell'harem di Menfi, scriba reale da Lui preferito; moglie May, cantatrice di Iside; - Parahotep: governatore della città e visir; XIX dinastia (periodo di Ramses II); - H9: XVIII dinastia (periodo di Amenhotep IV): titolare Merytyneith (indicato anche come Merytyaton), amministratore del tempio di Aton; - Tenry: supervisore dei lavori in tutti i monumenti del re; moglie Nashayt; padre Paser, giudice e amministratore di Amon; XIX dinastia (periodo di Ramses II); (Periodo Tardo) - Esdohut: supervisore degli scribi reali dell'esercito dell'Alto e Basso Egitto; genitori Pedeamon e Degenneith (?); XXVI dinastia (periodo di Psammetico I); - tomba di Psammetico e Khedebneith-Yerboni (II): (a) Psammetico, capo amministratore, supervisore dei sigilli, supervisore degli scribi, figlio di Mertneith (madre), XXVI dinastia (periodo di Amasis); (b) Khedebneith-Yerboni (II), figlia del re e sposa del re, XXVI dinastia; |

#### Tabella "B15": area piramide Pepi I
L'elenco riportato nella tabella "B15" non comprende gli innumerevoli ritrovamenti dell'area, ma solo l'elencazione delle tombe
| Ubicazione                                                    | Necropoli | Periodo | Note e tombe principali |
| ------------------------------------------------------------- | --------- | ------- | --- |
| Necropoli nell'area delle piramidi di Pepi I, Merenra e Isesi |           | [ 31 ]  | (a ovest della piramide di Pepy I) - Ipi: responsabile della tenuta, ciambellano reale; moglie Senbet, adornatrice reale; VI dinastia; - Ibi (in pessimo stato di conservazione), Heneni, responsabile della piramide di Isesi (?), VI dinastia; tomba riutilizzata da Montuhotep, supervisore degli orafi del re, e Ankhhnebef, contabile, XI-XII dinastia; (a est e nord-est della piramide di Isesi) - Sankenptah: direttore di coloro che nettano le mani, responsabile delle barche msktt e men'dt; VI dinastia; (tra la piramide di Isesi e di Merenra I) - mastaba della XII dinastia: in una camera presente il sarcofago in legno di Kheperkhara; in un'altra camera, si trovano i sarcofagi rettangolari di Situbastet (donna) e Hor; - Ihy (posizione non identificabile): giudice delle sei Grandi Corti, supervisore dei profeti della piramide di Merenra; VI dinastia (periodo di Merenra I o dopo); - Neferkhu (posizione non identificabile): sacerdote-lettore, responsabile di un archivio; VI dinastia; (a nord-ovest della piramide di Merenra I) - Deshri: responsabile della tenuta; Primo Periodo Intermedio; - Shemai: tomba non ultimata del Primo Periodo Intermedio; - Nebu (ma anche Nebi): supervisore della tenuta della Grande Casa; moglie Sebuter, responsabile della piramide di Merenra; VI dinastia (periodo di Merenra I o dopo); - Iarti: sacerdote-wab dei duecento della piramide di Merenra I; moglie Merti, unica adornatrice del re; figlio Merenra-Soneb, sacerdote-lettore; - Biti: unica adornatrice del re, profetessa di Hathor; VI dinastia; |

#### Tabella "B16": area piramide Pepi II
L'elenco riportato nella tabella "B16" non comprende gli innumerevoli ritrovamenti dell'area, ma solo l'elencazione delle tombe
| Ubicazione                                                               | Necropoli | Periodo | Note e tombe principali |
| ------------------------------------------------------------------------ | --------- | ------- | --- |
| Necropoli nell'area delle piramidi di Ibi, Pepi II e Mastabat el-Fara'un |           | [ 32 ]  | (nei dintorni della piramide di Ibi) - Khenykaus (a ovest della piramide, posizione non identificabile): unica adornatrice del re, profetessa di Hathor; fine VI dinastia; - sepolture e ritrovamenti: (a) Amenmosi (detto anche Ramosi), scriba del tesoro del Signore delle Due Terre, e moglie Buy; (b) Huy e moglie Mutnefert; (c) Khons, capo dei servi, e moglie Sekhmet; (d) Maya e moglie Ra; (e) Penyunu, scriba del Signore delle Due Terre; (f) Pewah, figlio di Yunuth, entrambi orafi di Amon ed Henut; (g) Sethy scriba contabile del bestiame di Amon, figlio Sumu, guardia del re; (h) un uomo (nome perduto) e la moglie Takhar; (dintorni del recinto della piramide di Neith) - sepolture e ritrovamenti: (a) Merynemty, supervisore dell'Alto Egitto; (b) Nemtiemsaf [figlio maggiore del re] del suo corpo (forse Merenra II); (c) Itit e Ankhnespepy, profetesse di Hathor; (d) Thetety supervisore del possedimento della Grande Casa; (e) Nakhty, scriba dei documenti reali; (f) Nefery, capo del possedimento; (g) Khai e Nesit (donna); (all'interno e attorno al recinto della piramide di Iput II) - Ankhnespepy: sposa del re Pepy II, madre del re Neferkhara; VII-VIII dinastia; - Nebra (posizione non identificabile): padre del dio Ptah, Primo Profeta di Thot; Periodo Tardo; (a nord-est della piramide di Pepy II) - N.I fine VI dinastia; titolare forse [...]bau, responsabile dell'archivio della piramide di Pepy II (?); - N.II: fine VI dinastia; titolare Henut (?) adornatrice del re; presente anche una falsa porta intestata a Nesty; - N.III: fine VI dinastia; titolare Harhotep (?), prete lettore; - N.IV: fine VI dinastia; titolare Henenu (?), prete lettore; presente anche una falsa porta intestata a Pepy, ciambellano reale, prete lettore; presenti resti di una falsa porta intestata a Biu, ciambellano reale e scriba dei documenti reali, e di una relativa a Nebi Nebipu-pepy, supervisore dei possedimenti della piramide di Pepy I e profeta di Hathor; - N.V: VI dinastia (periodo di Pepy II); titolare Shenay, capo della giustizia e visir, supervisore dell'Alto Egitto; - N.VI: fine VI dinastia; (a) Neferkhara-Ankh, prete wab dei duecento della piramide di Pepy II, supervisore dei lini; (b) Hatkhaus (donna); (c) Hebai, supervisore dei lini, ispettore dei servi del Kha; (d) Nisuhen, supervisore dei lini; (e) Irut, adornatrice del re; (f) Khnumhotep, prete lettore; (g) Khredny, ispettore dei profeti, il più grande dei cinque; (h) Maru; (i) Nezui (?), scriba; (l) Uzat-Khnementi; (m) Weneni, responsabile del possedimento; - N.VII: fine VI dinastia; titolare Degem Merypepy, supervisore dei possedimenti della Grande Casa; - N.VIII: fine VI dinastia; titolare Raherkha, supervisore dei possedimenti della Grande Casa; - N.IX (a nord della piramide, posizione non identificabile): fine VI dinastia; titolare Harshef-Shema[...], figlio maggiore del re; - N.X (a nord della piramide, posizione non identificabile): fine VI dinastia; titolare Ankhnebef, prete wab dei duecento [...]; - N.XI: (a circa 300 m a est dalla N.X, posizione non identificabile): fine VI dinastia o inizi Primo Periodo Intermedio; titolare Neferkhara-Nakht, supervisore dei possedimenti della Grande Casa; (a est della piramide di Pepy II) - M.II: fine VI dinastia o inizi Primo Periodo Intermedio; - M.III: fine VI dinastia; titolare Tepekmau, supervisore del dipartimento della Grande Casa, supervisore delle due sale della Grande Casa; camere sepolcrali sussidiarie: (a) Nihebsed-Pepy, capo dei possedimenti; (b) Idi, prete lettore; - M.IV: fine VI dinastia; titolare Washiptah, supervisore delle due sale della Grande Casa; camera sepolcrale sussidiaria: Heneni, supervisore delle due sale della Grande Casa; - M.VI: fine VI dinastia o inizi Primo Periodo Intermedio; presente falsa porta intitolata a Nesty; sepolture sussidiarie: (a) Nesmerut Nesty, profetessa di Hathor, prima adornatrice del re; (b) Seni, principe ereditario, supervisore alle spedizioni; usurpata da [...], capo dei possedimenti; - M.VII: fine VI dinastia; camere sepolcrali: (a) Penu, capo dei possedimenti, ciambellano reale; (b) Senty, unica adornatrice del re, nobildonna del re; (c) Nekhut, prete lettore, capo dei possedimenti; (d) Nekhut, supervisore del gsr-pr, prete lettore; (e) Neb(i)pu-Pepy, capo dei possedimenti, prete lettore; (f) Ima-Pepy, capo dei possedimenti; - M.IX: VI dinastia, titolare Shey, supervisore del gsr-pr, capo dei possedimenti; - M.X: fine VI dinastia; titolare Ptahankhu Iti, capo dei possedimenti, supervisore del gsr-pr; - M.XI: fine VI dinastia; titolare Mehi, supervisore del gsr-pr; camere sepolcrali sussidiarie: (a) Neith, profetessa di Hathor; (b) Shemait, profetessa di Hathor; - M.XII: fine VI dinastia o inizi Primo Periodo Intermedio; frammenti obelisco intitolato a Memi, principe ereditario; camere sepolcrali sussidiarie: (a) Sebaku (I); (b) Sebaku (II), amministratore; (c) Waset, profetessa di Hathor, nobildonna del re; - M.XIII: VI dinastia (periodo di Pepy II); titolare Imameryra Imapepy, capo della giustizia e visir; tomba secondaria: Nihebsed-Neferirkhara, capo della giustizia e visir; - M.XIV: VI dinastia (periodo di Pepy II); titolare Khabaukhnum Biu, capo della giustizia e visir; - M.XV: VI dinastia (periodo di Pepy II); titolare Teti, figlio maggiore del re, capo della giustizia e visir; - M.XVI: VI dinastia (periodo di Pepy II); titolare Anu, ispettore dei profeti della piramide di Pepy II, supervisore delle spedizioni; - M.XVII: VI dinastia (periodo di Pepy II); titolare Sobekhotep, capo dei possedimenti; (a sud della piramide di Pepy II e nei dintorni della piramide di Wezebten) - Kubaway (posizione non identificabile): ispettore dei profeti della piramide di Pepy II, grande signore del nomo tinita; VI dinastia (periodo di Pepy II); - LS32 (posizione non identificabile): Medio Regno; titolare Antef, supervisore del gsr-pr, ciambellano reale; (a ovest della piramide di Pepy II) - O.I (posizione non identificabile): VI dinastia (periodo di Pepy II); titolare Nipepy (o Nikhapepy), colui che siede alla destra del giudice, segretario delle stanze riservate nelle sei Grandi Corti; - O.II: VI dinastia (periodo di Pepy II); titolare Khnemu (anche Khnementy), supervisore degli scribi dei documenti reali; - Nemtiemzeref: supervisore dei possedimenti della Grande Casa; VI dinastia (periodo di Pepy II); (a est della Mastabat el-Fara'un) - Seni (a sud-ovest del muro di recinzione, posizione non identificabile): moglie Meresankh, unica adornatrice del re; fine VI dinastia; - M.VIII (circa 300 m a est della Mastabat): fine VI dinastia, inizi Primo Periodo Intermedio; titolare Setibty Bebi, nobildonna del re, profetessa di Hathor, unica adornatrice del re; (nei pressi della piramide di Neferirkhara Khenzer) - Iri (a circa 18 m a nord-est della piramide, posizione non identificabile): grande signore del nomo Panopolita, prete lettore; fine VI dinastia, inizi Primo Periodo Intermedio; (esatta posizione sconosciuta) - D67: V dinastia (periodo di Niuserra, o dopo); titolare Nekht-Sas, supervisore dei profeti del tempio del Sole e della piramide di Niuserra, profeta nel tempio del Sole di Neferirkhara; - D68: V-VI dinastia; titolare Khnemt (donna); - D69: VI dinastia o Primo Periodo Intermedio; titolare Shedabd; - E16: VI dinastia o Primo Periodo Intermedio; titolare Sesi, capo della giustizia e visir, ispettore dei profeti del tempio di Pepy I; |

#### Tabella "B17": ubicazione non nota
L'elenco riportato nella tabella "B17" non comprende gli innumerevoli ritrovamenti dell'area, ma solo l'elencazione delle tombe 
| Ubicazione                                     | Necropoli | Periodo | Note e tombe principali |
| ---------------------------------------------- | --------- | ------- | --- |
| Tombe censite, ma la cui ubicazione non è nota |           | [ 33 ]  | (Antico Regno) - B8: metà V dinastia o dopo; titolare Khuenptah, supervisore degli operai, profeta di Ptah e Sokari; - B14: fine V dinastia o VI; titolare Akhy, ispettore degli scribi nella casa del grande maestro delle elargizioni; - C12: metà V dinastia o dopo; titolare Rahotep, adornatore del re, supervisore degli scultori; moglie Thentet, conoscente del re; - C25: metà V dinastia o dopo; titolare Kaemrheu, supervisore dei macellatori del mattatoio della Grande Casa; - C27: V dinastia; titolare Kayap, supervisore dei servi del kha, giudice e ispettore degli scribi; - Gegi: ispettore dei profeti della piramide di Meryra, grande signore del nomo tinita, supervisore dei profeti di Onuris; VI dinastia; altra tomba, forse dello stesso titolare, n.ro 90, nella necropoli di Nag el-Deir; - Ipukha: supervisore degli adornatori del re nella Grande Casa; genitori Niankhara e Hepetkha (tomba FI); V dinastia; - Irukhaptah: supervisore del granaio, scriba dei documenti reali del granaio, profeta di Ra; tarda VI dinastia; - Iry: prete wab del re; moglie Inty; IV dinastia o dopo; - Ity: prete wab del re, giudice e scriba; VI dinastia; - Khaemthenent: giudice e maestro delle elargizioni; moglie Mertiotes; madre Henutsen, conoscente del re; V dinastia; - Khaersetef: ispettore degli scribi dei documenti sigillati, grande di dieci dell'Alto Egitto; moglie Mertib; V dinastia; - Khapuptah: profeta di Ra e Hathor nel tempio del Sole di Neferirkhara, profeta della piramide di Djedkhara (Isesi); V dinastia o dopo; - Khatep: supervisore dei lavori del re, direttore dei preti wab del re, ufficiale della frontiera del nord, profeta di Khufu (Cheope); moglie Hetepheres (?), conoscente del re; genitori (probabilmente) Khatep e Tepemnefert; V dinastia; - Maru Bebi: supervisore dei responsabili della Grande Casa, scriba di bordo, onorato da Merenra; VI dinastia; - Niankhnesut: signore di Nekheb, responsabile delle barche kakau; inizi VI dinastia; - Nikhara: ispettore degli scribi del granaio, profeta di Ra nel tempio de Sole di Niuserra; moglie Nikaunub, conoscente del re; V dinastia (o dopo); - Nikhaura: supervisore dei lavori del re, profeta della piramide di Djedkhara (Isesi); V dinastia (o dopo); - Nikhaura: giudice e ispettore dei guardiani dei libri, profeta di Ra e Hathor nel tempio de Sole di Neferirkhara; moglie Ihat, profetessa di Hathor; madre Renpetnefert; V dinastia (o dopo); - Sankhenptah Ptahshepses: direttore degli orafi della Grande Casa; VI dinastia; - Senimen: responsabile della sala da pranzo, amministratore del più grande di direttori dei lavoratori Raneferefankh; - Sethu: il più grande dei direttori degli operai; V dinastia (?); - Shepses: supervisore del grande possedimento, supervisore dei parrucchieri della Grande Casa; moglie (?) Nefertmah, profetessa di Hathor; VI dinastia (?); - Tepemankh: supervisore dei due canali della Grande Casa, supervisore del dipartimento dei responsabili della Grande Casa; fine V dinastia o inizi VI; - Thau: supervisore dei responsabili della Grande Casa; VI dinastia; - Werinptah: profeta di Ra e Hathor nel tempio del Sole di Neferirkhara, giudice e supervisore degli scribi; moglie Khentkaus, conoscente del re; V dinastia (o dopo); - Zefanesut: recluta; III dinastia; (Medio regno) - Hepi: amministratore, ispettore dei profeti della piramide di Teti; padre Shedi; XII dinastia; - Si-Hathor (forse nei pressi della piramide di Teti): principe ereditario; inizi Medio regno; (Nuovo Regno) - Amenemonet: primo capo di Menfi, generale del Signore delle Due Terre, amministratore del tempio di Thutmosi III; moglie Takhat; genitori Amenmosi e Depet; XVIII dinastia (periodo di Horemhab); - Amenhotep Huy: capo amministratore in Menfi; moglie May, cantatrice di Amon; genitori Heby e Thutuya; XVIII dinastia (periodo di Amenhotep III); - Hori: il più grande dei direttori degli operai; padre Khaemwaset (figlio di Ramses II); tarda XIX dinastia o inizi XX; - Ipy: capo degli amministratori, portatore del flabello alla destra del re; padre Amenhotep Huy; XVIII dinastia (probabilmente periodo di Tutankhamon); - Iviry: il più grande dei direttori degli operai; XIX dinastia (periodo di Sethy I); - Khaemwaset: figlio del re (Ramses II), il più grande dei direttori degli operai; genitori Ramses II e Esinefert; XIX dinastia; - Merymery: custode del tesoro di Menfi; moglie Meryptah; XVIII dinastia (probabilmente periodo di Amenhotep III); XVIII dinastia; - Meryptah: il più grande dei direttori degli operai; XVIII dinastia (probabilmente periodo di Horemhab); - Meryra: amministratore, supervisore delle nutrici del Buon Dio; moglie Baketamon Baket; XVIII dinastia (probabilmente periodo di Amenhotep III); - Neferronpet: visir, governatore della città, il più grande dei direttori degli operai; moglie Mut-Pipu; genitori Neferronpet e Kafiriaty; XIX dinastia (periodo di Ramses II); - Nia: capo amministratore, supervisore del bestiame di Amon; moglie Iuy, cantatrice di Amon; fine XVIII dinastia, inizi XIX; - Niay: scriba reale profeta di Sekhmet nel tempio di Sekhmet; XIX dinastia; - Pagerger: capo dei cesellatori; moglie Nezem(t)-Mennufer; XIX dinastia; - Pahemneter: il più grande dei direttori degli operai; genitori Mahuy e Nena; XIX dinastia (probabilmente periodo di Ramses II); - Pathenemhab: maggiordomo reale; moglie Tipuy, cantatrice di Amon; madre Meryptah; fine XVIII dinastia; - Ptahemhet Ty: il più grande dei direttori degli operai; figlio Say, prete lettore; padre Hori, padre del dio di Ptah; XVIII dinastia (periodo di Tutankhamon o Ay); - Ptahmosi: il più grande dei direttori degli operai; genitori Dhutmosi, governatore della città, e Tawi; fratello Meryptah, amministratore dei possedimenti di Amenhotep III; XVIII dinastia (periodo di Amenhotep III); - Ptahmosi: capo amministratore del tempio di Ramses II nei possedimenti di Ptah; moglie Nehyt, cantatrice della Signora del Sicomoro (Hathor); XIX dinastia (periodo di Ramses II o dopo); - Ramses-Enperra (indicato anche come Meryunu e Benithen): portatore del flabello alla destra del re, maggiordomo reale; moglie Esi (?), cantatrice di Amon; padre Yupa; XIX dinastia (periodo da Ramses II a Merenptah); - Roy: capo degli arcieri, supervisore dei cavalli; moglie Maia, cantatrice di Amon; tarda XVIII dinastia, inizi XIX; - Sayempetref: capo degli orafi nei possedimenti di Sethy I; moglie Neshet; XIX dinastia (periodo di Sethy I o dopo); - Serbykhen (o Serbybyn) Iby: profeta di Amon, Astarte e Baal; probabilmente periodo ramesside; - Wesi: portatore di stendardo della nave "fronte della bellezza di Amon", capo degli arcieri del Signore delle Due Terre; moglie Ipuy, cantatrice di [Amon]; XVIII dinastia (periodo di Amenhotep III); (periodo tolemaico e romano) - Ankhefensekhmet: profeta di Sekhmet dell'acacia e di Ptah; moglie Hathorhemeth; XXVII dinastia; - Haremakhet: il più grande dei direttori degli operai, profeta di Tolomeo III Evergete I, di Tolomeo IV Filopatore e Tolomeo V Epifane; genitori Anemho ed Herankh; Dinastia Tolemaica (probabilmente periodo di Tolomeo V); - Henat Khnemebra-men: direttore dei possedimenti di Neith, capo dei preti lettori; genitori Uzahorresnet, direttore dei possedimenti, e Irterau; fine XXVI dinastia; - Psammethek: padre del dio; madre Sebarekhyt; XXVII dinastia; - Thaibanebdedetimu: genitori Es-hatmehit e Takhuty; XXVI dinastia; - tomba di famiglia: XXVIII-XXX dinastia; (a) Pedesi, primo generale di sua maestà, figlio di Pashen(t)inet, comandante dell'esercito, e di Neutyhity, suonatrice di sistro di Neith; (b) Nekhtnebef, figlio di Pedesi, primo generale di sua maestà; (c) Herubaste, figlio di Pedesi, primo generale di sua maestà; |

#### Tabella "B18": necropoli degli animali sacri
L'elenco riportato nella tabella "B18" non comprende gli innumerevoli ritrovamenti dell'area, ma solo l'elencazione delle tombe 
| Ubicazione                    | Necropoli | Periodo | Note e tombe principali |
| ----------------------------- | --------- | ------- | --- |
| Necropoli degli animali sacri |           | [ 35 ]  | (gruppo orientale) - Gallerie degli sciacalli: (gruppo occidentale e Serapeum di Saqqara) tombe isolate: - Apis I: I della XVIII dinastia (periodo di Amenhotep III); - Apis II: V della XVIII dinastia; - Apis III: II della XVIII dinastia (periodo di Tutankhamon); - Apis IV e Apis V: III e IV della XVIII dinastia (periodo di Horemhab); - Apis VI: I della XIX dinastia (periodo di Sethy I); - Apis VII e Apis IX: II e IV della XIX dinastia (anni XVI e XXX di Ramses II); gallerie del Serapeum: - Apis X e Apis XIV: V e IX della XIX dinastia (periodo di Ramses II); - Apis XVI: II della XX dinastia (periodo Ramses VI); - Apis XVII: III della XX dinastia (periodo Ramses IX); - Apis XXVII: I della XXII dinastia (anno XXIII di Osorkon II); - Apis XXVIII: II della XXII dinastia (anno XIV di Takelot II); - Apis XXIX: III della XXII dinastia (anno XXVIII di Sheshonq III); - Apis XXX: IV della XXII dinastia (anno II di Pimay); - Apis XXXI: V della XXII dinastia; - Apis XXXII: VI della XXII dinastia (anno XI di Sheshonq V); - Apis XXXIII: VII della XXII dinastia (anno XXXVII di Sheshonq V); - Apis XXIV e Apis XXXV: I della XXIV dinastia (anno VI di Boccoris) e I della XXV (anno II di Shabaka); - Apis XXXVI: II della XXV dinastia (anno XXIV di Taharqa); - Apis XXXVII: I della XXVI dinastia (anno XX/XXI di Psammetico I); grande volta: - Apis XXXVIII: II della XXVI dinastia (anno XXV di Psammetico I); - Apis XXXIX: III della XXVI dinastia (anno XVI di Necao II); - Apis XL: IV della XXVI dinastia (anno XII di Apries); - Apis XLI: V della XXVI dinastia (anno XXIII di Amasis); - Apis XLII: XXVII dinastia (I persiana) (anno VI di Cambise I di Persia); - Apis XLIII: XXVII dinastia (I persiana) (anno XXIV di Dario I); - Apis XLIV: XXVII dinastia (I persiana) (anno IV di Dario I di Persia); - Apis XLV: XXVII dinastia (I persiana) (periodo di Dario I); - Apis (privo di numerazione): XXIX dinastia (anno II di Neferite I); - Apis XLVI: XXXI dinastia (II persiana) (anno II di Khababash); - Apis LV: XXXIII dinastia tolemaica (anno XVIII Tolomeo VI Filometore); - Apis LVII: XXXIII dinastia tolemaica (anno LII di Tolomeo VIII Evergete II); - Apis (di un non precisato Tolomeo); (gruppo settentrionale) - Gallerie degli ibis; - Gallerie dei falchi; - Gallerie dei babbuini; |

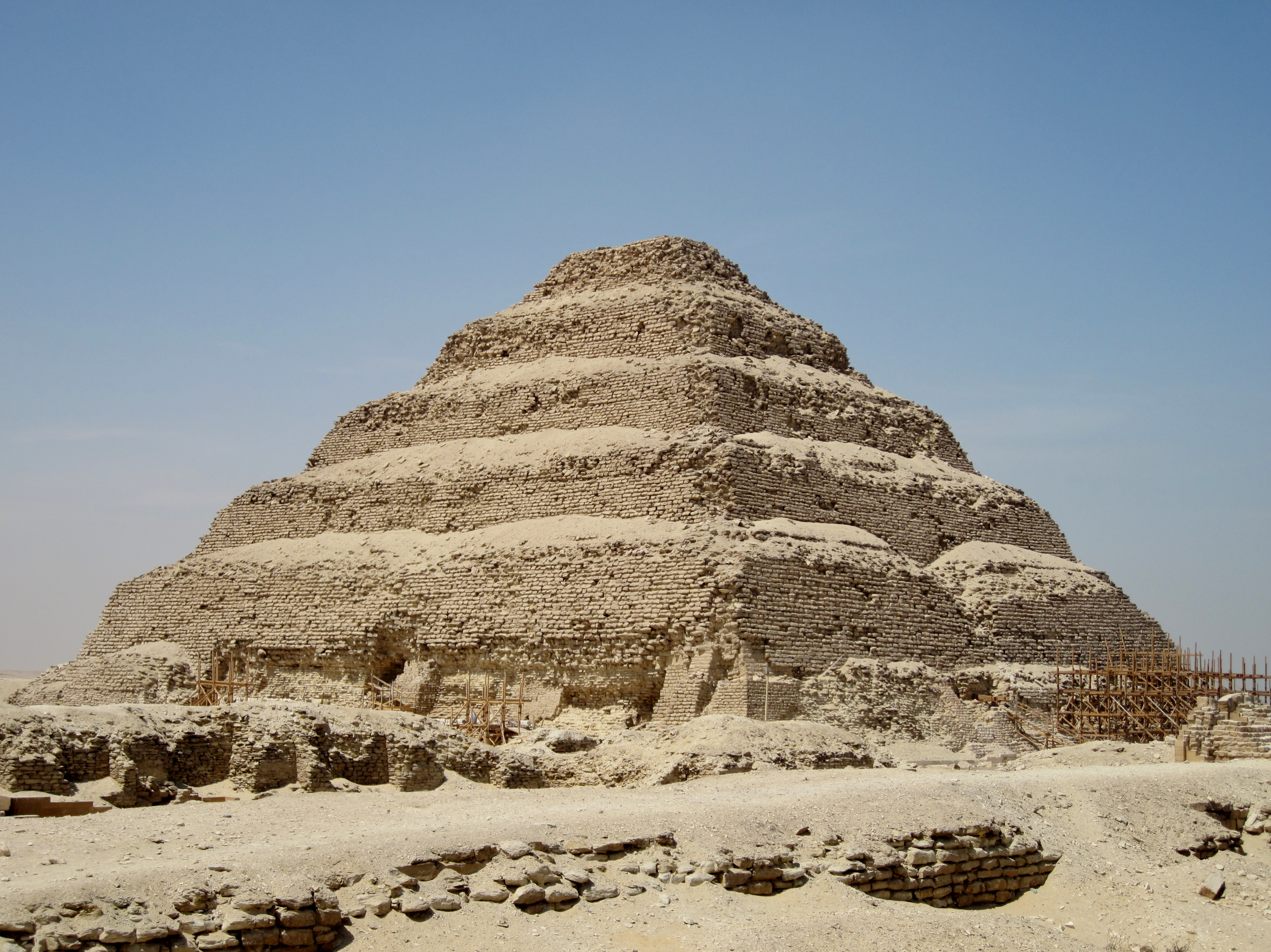
La Piramide di Djoser a Saqqara
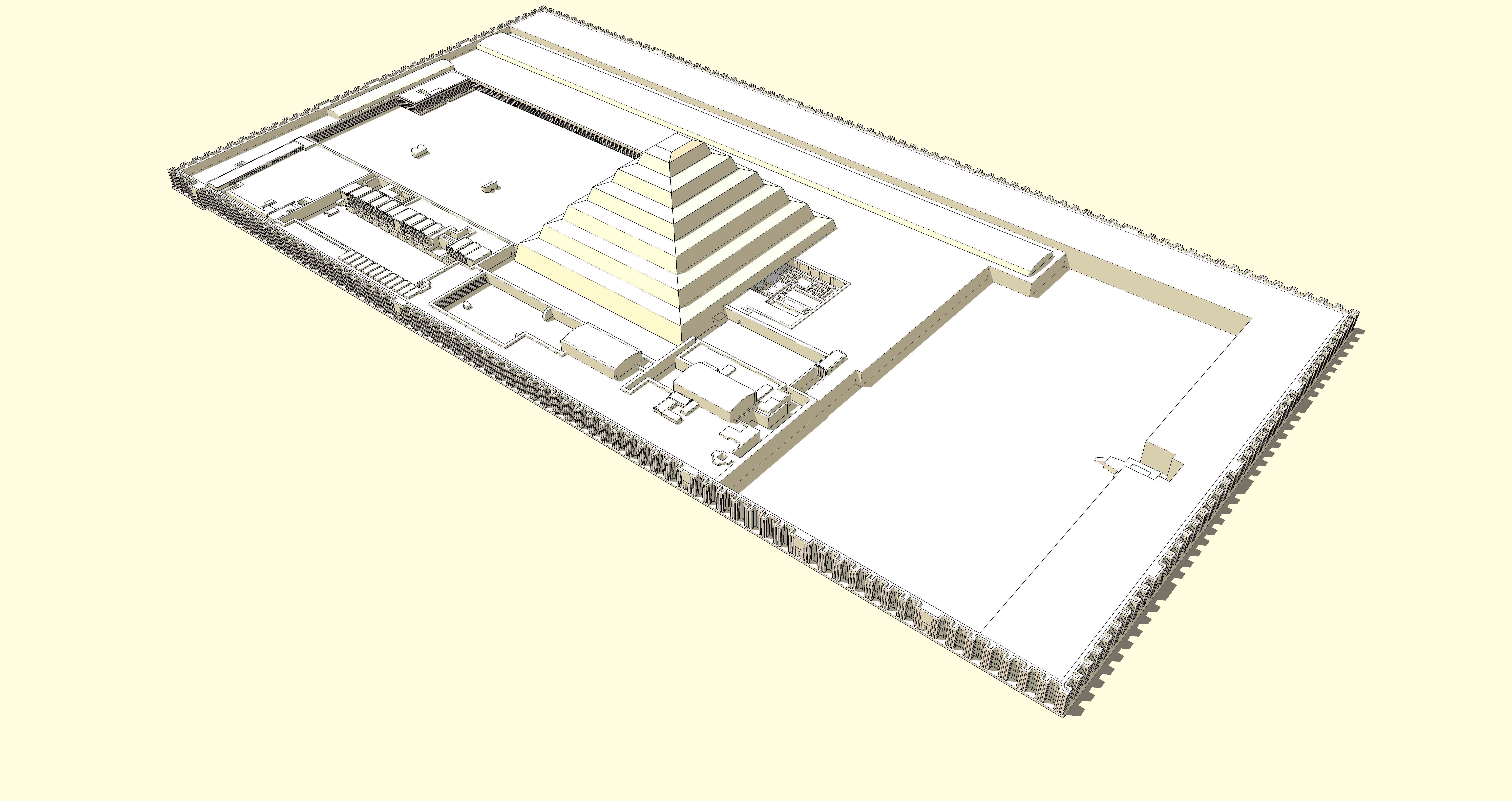
Il complesso funerario di Djoser a Saqqara
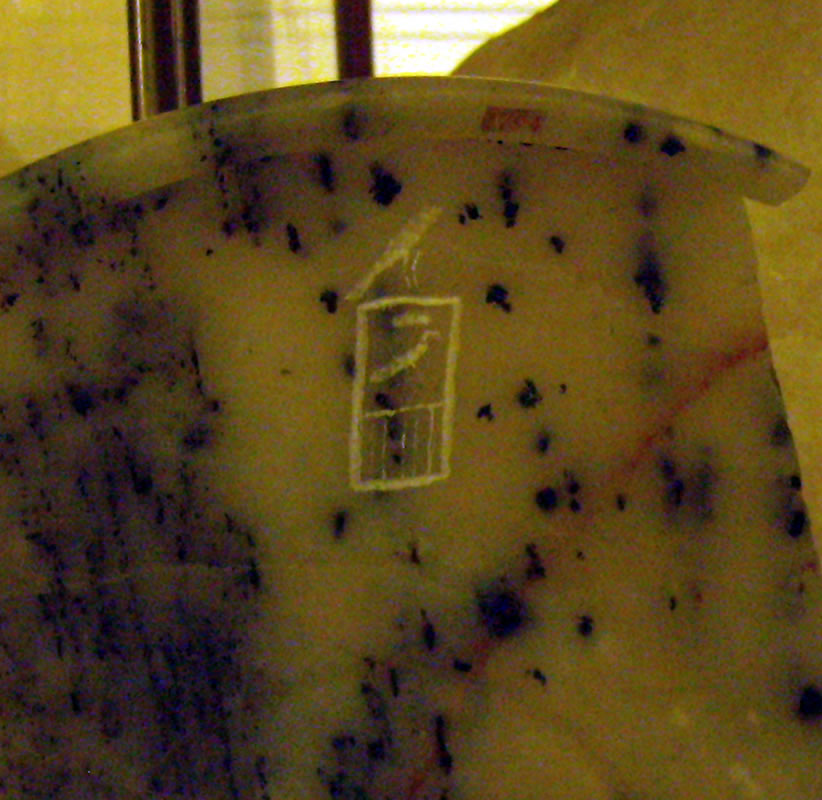
il serekh di Khaba, Museo Petrie di Londra
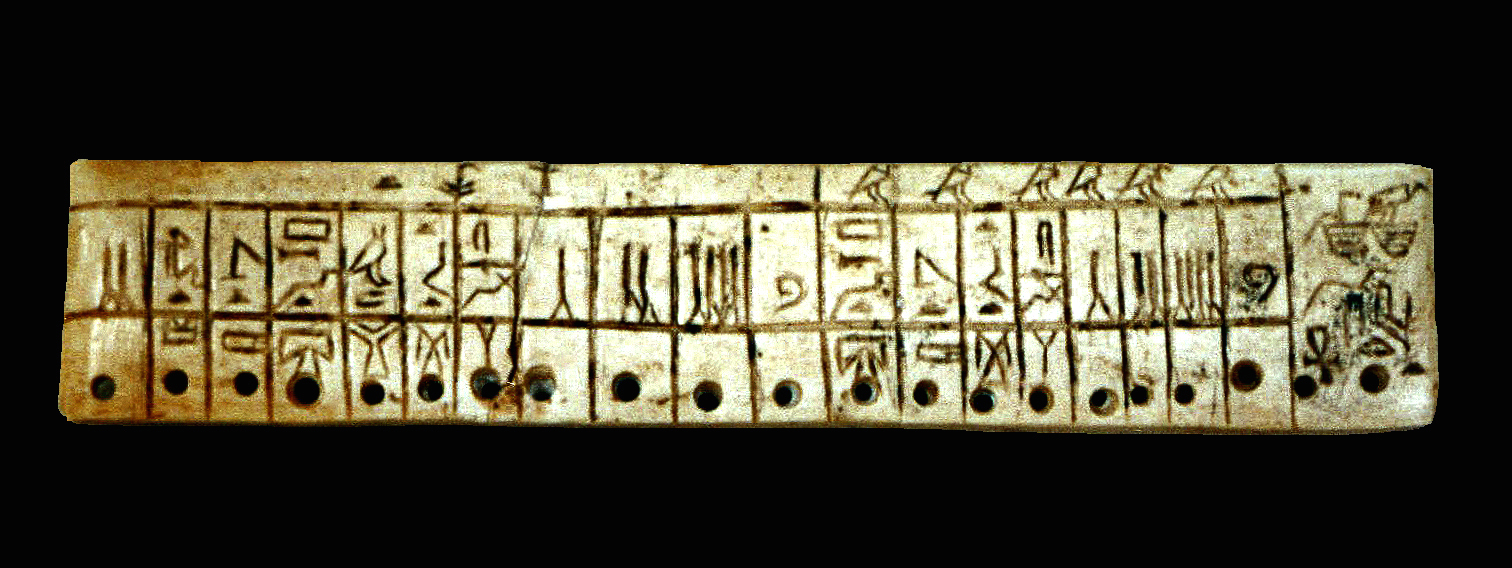
Placca in avorio con il nome del re Sekhemkhet, Museo egizio del Cairo (cat. JE92679)
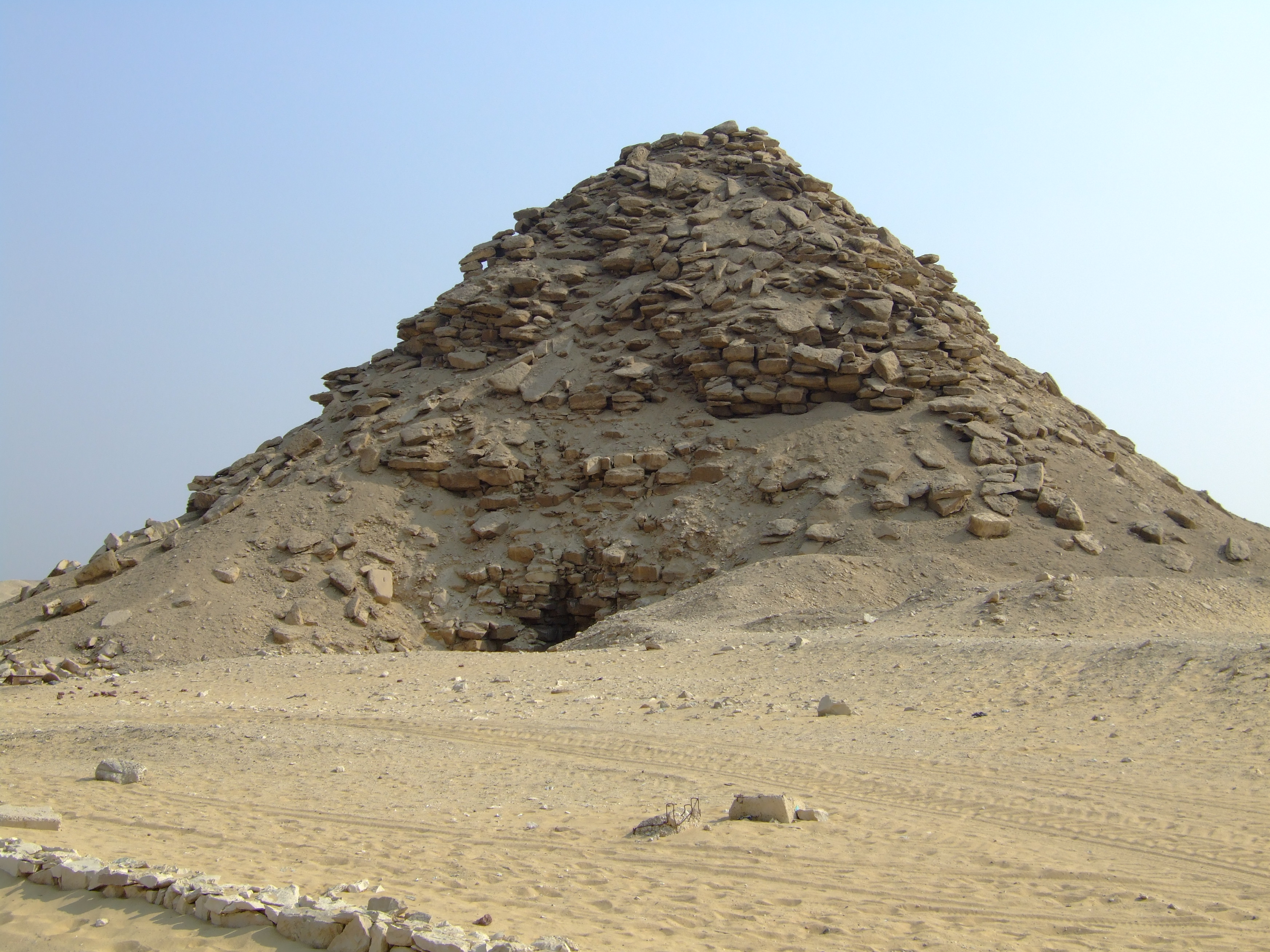
La piramide di Userkaf a Saqqara
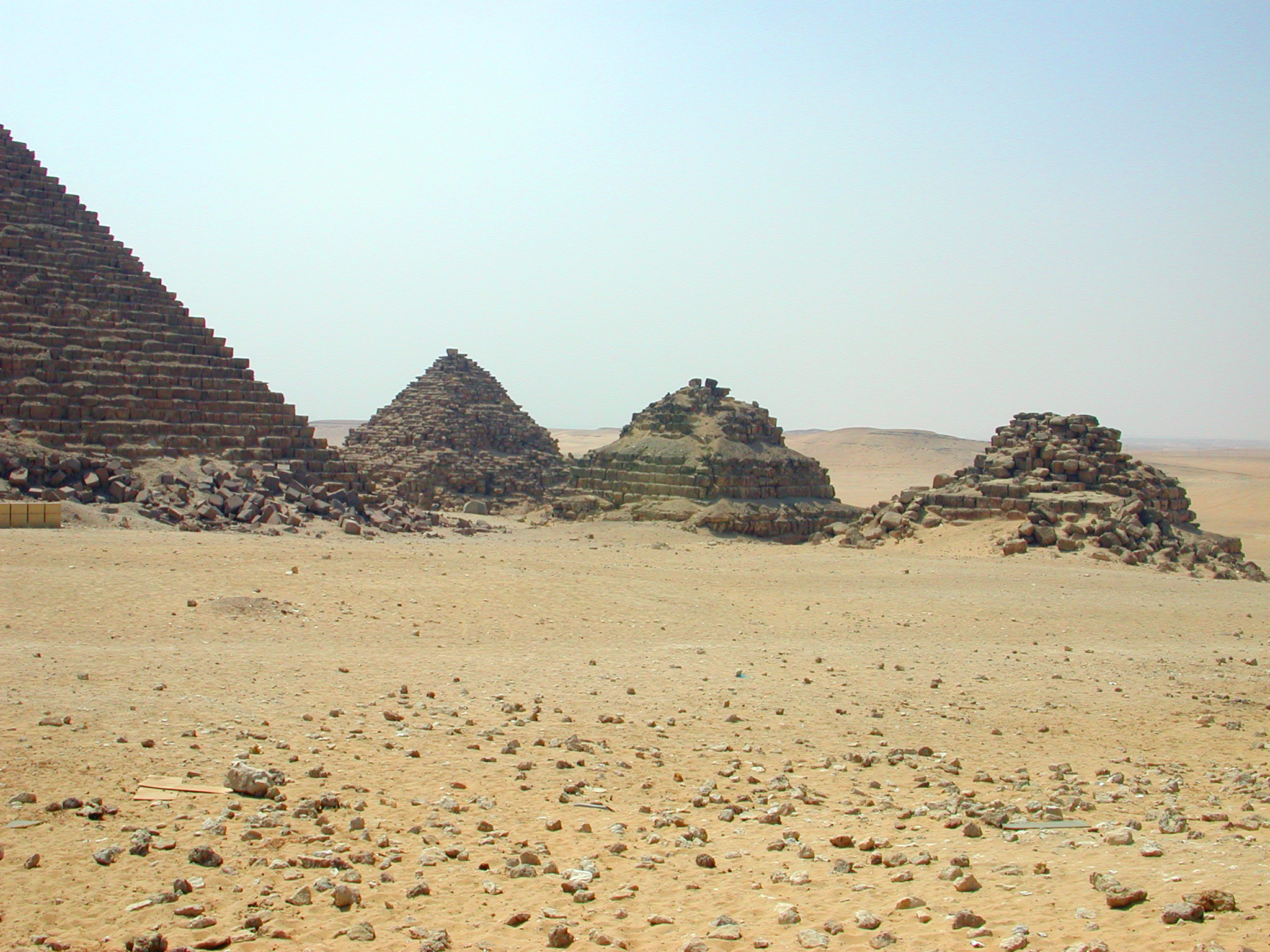
Tre "piramidi della regina" nel complesso di Micerino a Giza
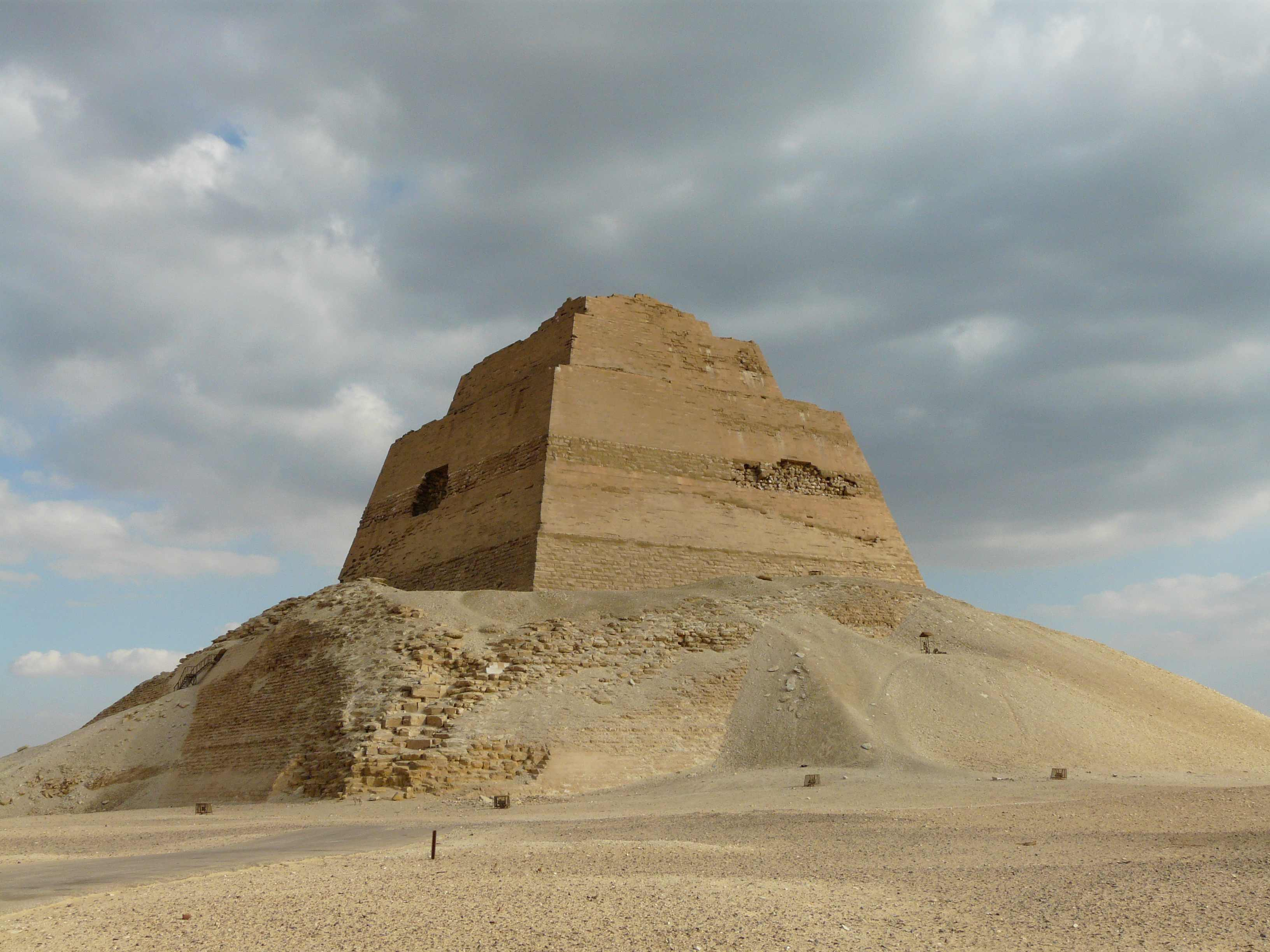
La piramide di Snefru a Meidum
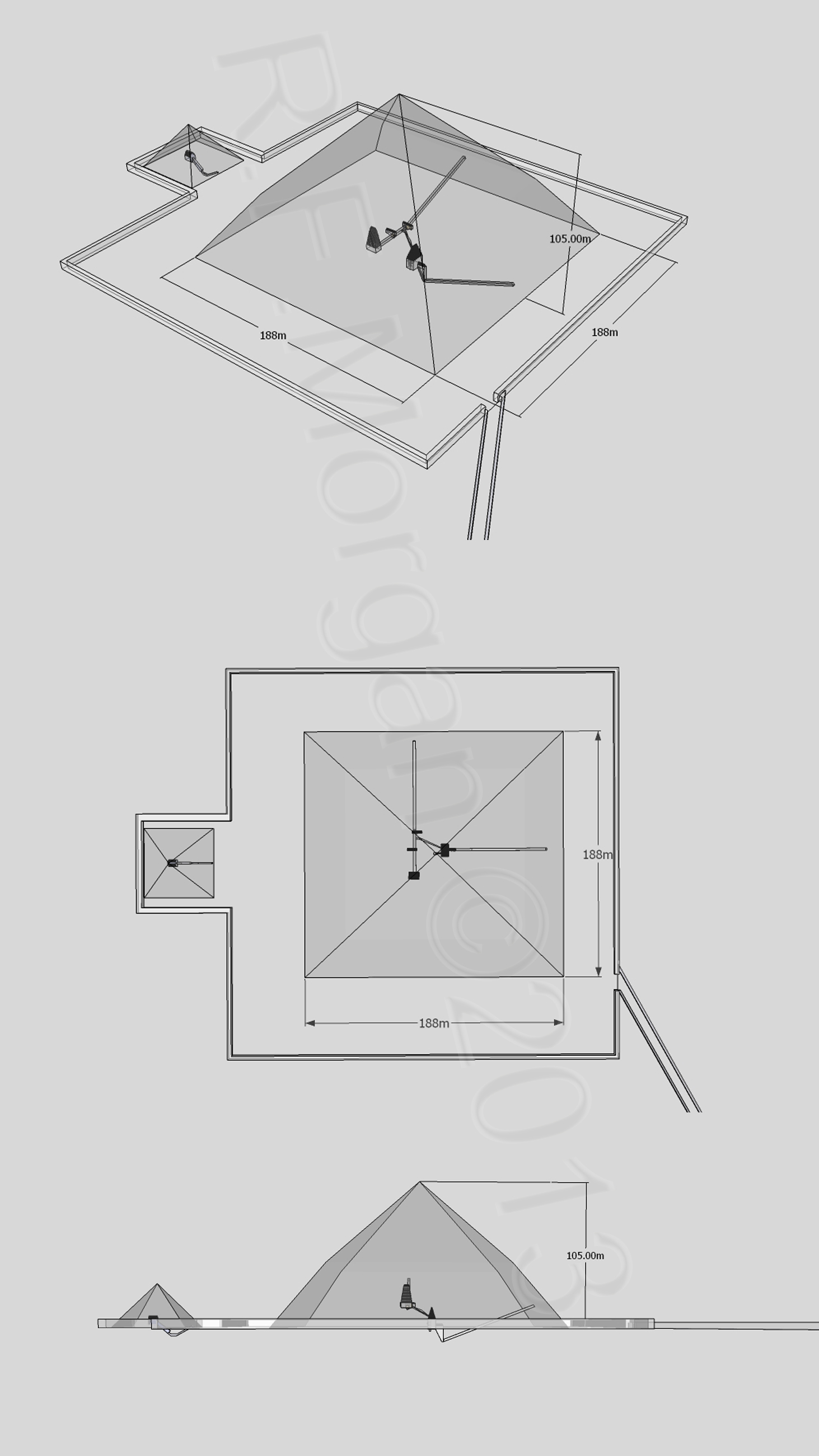
Isometria, planimetria e alzato della Piramide romboidale di Dashur
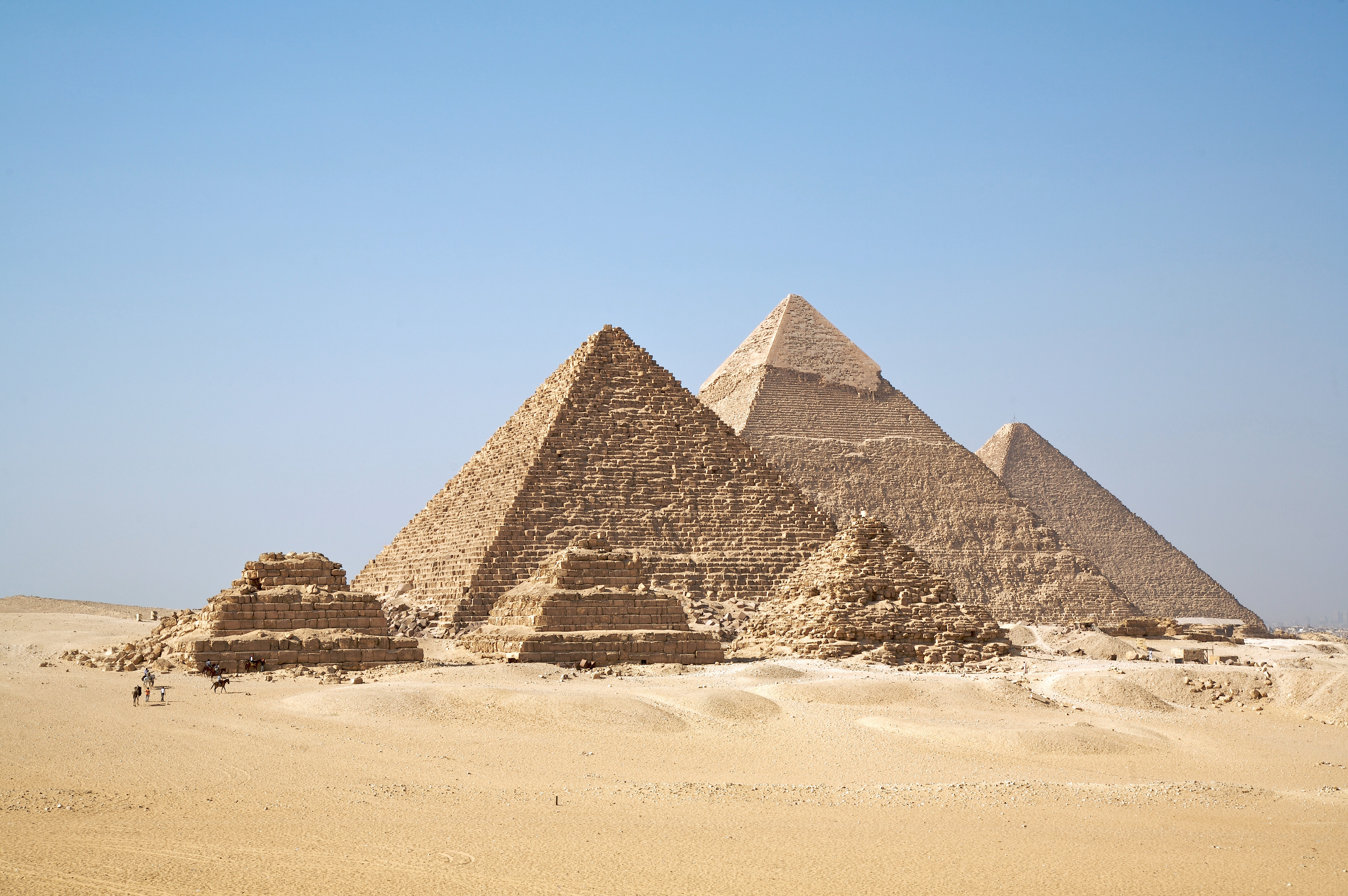
Le tre piramidi maggiori di Giza

### Annotazioni
1. ↑  Di fatto esistono a Saqqara sepolture che risalgono anche al periodo greco-romano e funzionari, re e faraoni successivi non disdegnarono di farsi qui preparare la propria sepoltura; tra gli altri, il generale Horemheb, della XVIII dinastia prima di salire al trono.
2. ↑  Di fatto,  l’assenza di testi e la scarsità di documenti di ogni genere sul periodo dell'unificazione non consente di valutare se vi fu passaggio graduale tra la situazione precedente e quella che si venne successivamente a creare, o se tale passaggio avvenne traumaticamente come, del resto, alcuni manufatti del periodo (prima fra tutti la Tavoletta di Narmer) lascerebbero intendere; l'unificazione stessa, perciò, appare documentalmente come un episodio improvviso il cui verificarsi viene attribuito ad un unico re: Meni o Menes.
3. ↑  In realtà Mennefer, da cui i greci trarranno il nome Menphys, e quindi Menfi, era il nome della piramide di Pepi I a Saqqara.
4. ↑  Parola araba che, per corrispondenza di forma, indica una panca, o una sorta di sgabello.
5. ↑  L'elemento costituito dalle pareti inclinate, che apparirà costantemente nell'architettura egizia, deriva dalla trasposizione in materiale più duraturo delle pareti in cannicci intrecciati originariamente spalmate di fango che tendeva a scivolare verso il basso causando un ispessimento della base rispetto alla parte alta della parete.
6. ↑  Il generale Horemheb, in seguito successore di Ay (a sua volta successore di Tutankhamon), fece qui predisporre la sua sepoltura prima che, assurto al trono come ultimo re della XVIII dinastia, scegliesse la Valle dei Re (KV57).
7. ↑  Walter Bryan Emery (1902-1971), egittologo britannico, sostenitore della Teoria della razza dinastica.
8. ↑  Madre del re Pepi.
9. ↑  Varie e differenti sono le numerazioni assegnate alle tombe di Saqqara da vari egittologi che si sono alternati nelle ricerche e nelle scoperte. In linea di massima (limitando la nota alle più importanti):
  - numerazione da 1 a 88: assegnate da Auguste Mariette e Jacques de Morgan;
  - numerazione da A1 a A4; da B1 a B16; da C1 a C27; da D1 a D70; da E1 a E17; da F1 a F4; da H1 a H17: Auguste Mariette;
  - numerazione da S901 a S3518 (sequenza non completa, le tombe censite sono, di fatto, 85): James Edward Quibell;
  - numerazione da LS4 a LS32: Karl Richard Lepsius;
  - numerazione da M.II a M.XVII; da N.I a N.XI; da O.I a O.II: Gustave Jequier;
  - numerazione da HMK 6 a HMK 159: Battiscombe Gunn e Cecil Mallaby Firth.
10. ↑  Come già in altri campi, l’Egitto delle Prime dinastie fa propri alcuni caratteri del Vicino Oriente per poi abbandonarli perché estranei alla propria cultura o per motivi pratici. È il caso, ad esempio, dei sigilli cilindrici ben presto sostituiti dai sigilli in forma di scarabeo che, presentando una superficie piatta, potevano accogliere maggior quantità di testo e meglio aderivano, in special modo, alle lunghezze dei nomi dei sovrani. I sigilli cilindrici, inoltre, trovavano la loro ragion d'essere nell'uso di tavolette di argilla o creta morbide su cui potevano lasciare la loro impronta; non così sui supporti genericamente usati in Egitto di pietra o papiracei.
11. ↑  Il "sem" era il prete, o l'erede, cui competeva la cerimonia di apertura della bocca per consentire al defunto di vivere pienamente della Duat.
12. ↑  Hm-nTr: il termine "Profeta", al contrario di quel che si potrebbe credere, non implicava funzioni divinatorie o profetiche giacché deriva, di fatto, dalla traduzione greca del termine  "Hem-Netjer", ovvero "Servo del dio". In tal senso esistevano, perciò, profeti per ogni divinità; normalmente affiancato dal numero ordinale (Primo, Secondo, Terzo etc.) ad indicare l’ordine gerarchico all'interno del tempio, esistevano "Profeti" anche per il culto funerario dei re (la TT31, ad esempio, appartiene a Khonsu, omonimo del dio, Primo Profeta di Thutmosi III durante la XX dinastia).
13. ↑  numerazione assegnata da Auguste Mariette e Jacques de Morgan.
14. ↑  Numerazione assegnata dal solo Mariette.
15. ↑  I preti "wab", ma anche "uab", o "uebu", appartenevano al basso clero ed erano incaricati della manutenzione degli strumenti del culto e degli oggetti comunque ad esso connessi. A loro competeva il lavacro e l'abbigliamento giornaliero della statua del dio presso cui operavano e a loro competeva il trasporto della statua del dio (generalmente su una barca sacra) durante le cerimonie. Erano gerarchicamente sottoposti ad un "grande prete wab" cui competevano le operazioni giornaliere di culto della divinità.
16. ↑  Il termine visir (dall'arabo wazir: "Colui che decide") indicava un altissimo funzionario presso la corte musulmana di un Sultano, di un Emiro o di un Califfo. Anacronisticamente, perciò, tale termine viene usato per tradurre l’egiziano "Tiaty" (o Chaty) che era, di fatto, il più alto funzionario dell’amministrazione della corte faraonica, secondo solo al re. A lui competeva, tra l'altro, l'amministrazione della giustizia. La carica, molto antica (III dinastia), venne formalmente istituita sotto Snefru (IV dinastia). Ricoprendo anche la carica di "Ministro dell'Interno", al Tiaty competeva la responsabilità dei rapporti con i Nomarchi (ovvero i capi delle provincie); del reclutamento militare; del censimento della popolazione e dei beni (per il conseguente pagamento dei tributi); delle spartizioni territoriali (specie dopo le inondazioni quando si rendeva necessario ripristinare i confini); del comando della polizia; della supervisione sulle corporazioni dei lavoratori; del ricevimento delle delegazioni straniere.
17. ↑  Potrebbe trattarsi di una prosecuzione della tomba 58 o di un cenotafio.
18. ↑  Numerazione assegnata da James Edward Quibell
19. 1 2  Era compito dei preti "lettori" l'organizzazione delle cerimonie e la recitazione ad alta voce, durante le cerimonie sacre, degli inni previsti. Proprio per tale conoscenza delle invocazioni giuste e corrette, i "lettori" venivano considerati detentori di poteri magici.
20. ↑  Numerazione di Mariette.
21. 1 2  Numerazione di Lepsius.
22. 1 2  Numerazione di Quibell.
23. ↑  Numerazione assegnata da Battiscombe Gunn e Cecil Mallaby Firth tra il 1922 e il 1928.
24. ↑  Numerazione di Loret.
25. ↑  numerazione di Mariette.
26. ↑  Numerazione di Edda Bresciani.
27. ↑  Catalogazione di Alessandro Barsanti.
28. ↑  Reperti provenienti da questa tomba, realizzata prima che Haremhab divenisse faraone sono distribuiti in vari musei: Museo egizio (Berlino); Museo civico archeologico (Bologna); Brooklyn Museum di New York; Museo egizio (Il Cairo); Museo egizio di Firenze; Rijksmuseum van Oudheden di Leida; Ermitage di San Pietroburgo; British Museum di Londra; Louvre di Parigi; Kunsthistorisches Museum di Vienna.
29. 1 2  Numerazione di Gustave Jequier.
30. ↑  Numerazione di Auguste Mariette.
31. ↑  Nella tomba esiste riferimento anche a Wetkha, giudice più anziano del cantiere; è incerto, perciò, se Mertiotes fosse la sposa del titolare Khemthenent o di quest'ultimo.
32. ↑  Reperti provenienti da questa sepoltura si trovano nei musei di: Museo egizio di Berlino; Fogg Art Museum di Cambridge (Massachusetts); Cleveland; Detroit Institute of Arts; Royal Scottish Academy; Musée d'art et d'histoire di Ginevra; Museum August Kestner di Hannover; Honolulu Museum of Art; Samuel Bronfman Biblical and Archaeological Museum di Gerusalemme; William Rockhill Nelson Gallery of Art di Kansas City (Missouri); County Museum of Art di Los Angeles; Staatliche Antikensammlungen di Monaco di Baviera; Oberlin College di Oberlin (Ohio).
33. ↑  Fino alla XVIII dinastia, con Thutmosi III, il termine indicante il re era Nefer Netjer, ovvero "grade o buon dio". Solo con Thutmosi III invarrà l'abitudine di far riferimento al re come Grande Casa, ovvero Per-Aa da cui i greci trarranno poi, successivamente, il termine faraone.
34. ↑  Reperti provenienti da questa sepoltura si trovano nei musei di: Museo egizio di Berlino; Museo egizio del Cairo; Museo egizio di Firenze; Anastasi collection di Leida.
35. ↑  Steli, statue e reperti relativi al Serapeum di Saqqara sono in molti musei del mondo: maggior parte al Louvre; Anversa; Berlino; Bologna; Bruxelles; Cairo; Chicago; Grenoble; Hildesheim; Leningrado; Londra; Marsiglia; Vienna).
36. ↑  Denominazione di Mariette.

### Fonti
1. 1 2  Aldred 2002, p. 41.
2. 1 2  Aldred 2002, p. 40.
3. ↑  Lehner 2003, pp. 78-79.
4. ↑  Cimmino 1998, p. 83.
5. ↑  Gardiner 1961, p. 294.
6. ↑   Le Sérapéum de Memphis, su archive.org.
7. ↑  Dictionnaire de la civilisation égyptienne, Hazan, Parigi, 1959
8. 1 2 3 4 5 6 7 8 9 10 11 12 13 14 15 16 17 18 19 20  Porter e Moss, Topographical Bibliography of Ancient Egyptian Hierogliphic..., Oxford, Griffith Institute, 1981, Parte III/2, p. V
9. 1 2  Porter e Moss 1981, p. 435.
10. 1 2  Porter e Moss 1981, p. 436.
11. 1 2  Porter e Moss 1981, pp. 437-448.
12. 1 2  Porter e Moss 1981, pp. 448-490.
13. 1 2  Porter e Moss 1981, pp. 490-499.
14. 1 2  Porter e Moss 1981, pp. 499-503.
15. 1 2  Porter e Moss 1981, pp. 503-505.
16. ↑  Porter e Moss 1981, pp. 508-558.
17. 1 2  Porter e Moss 1981, pp. 558-565.
18. ↑  Porter e Moss 1981, pp. 565-574.
19. 1 2  Porter e Moss 1981, pp. 575-592.
20. 1 2  Porter e Moss 1981, pp. 592-593.
21. 1 2  Porter e Moss 1981, pp. 593-613.
22. 1 2  Porter e Moss 1981, pp. 613-653.
23. 1 2  Porter e Moss 1981, pp. 653-671.
24. ↑  Porter e Moss 1981, pp. 671-673.
25. ↑  Porter e Moss 1981, pp. 673-689.
26. ↑  Porter e Moss 1981, pp. 689-719.
27. ↑  Porter e Moss 1981, pp. 777-819.
28. ↑  Porter e Moss 1981, pp. 910-913.
29. ↑  Porter e Moss 1981, pp. 505-558.
30. ↑  Porter e Moss 1981, pp. 565-573.
31. ↑  Porter e Moss 1981, pp. 671-674.
32. ↑  Porter e Moss 1981, pp. 674-689.
33. ↑  Porter e Moss 1981, pp. 689-720.
34. ↑  Numerazione di Mariette.
35. ↑  Porter e Moss 1981, pp. 777-820.